# ولاية تيزي وزو
ولاية تيزي وزو (بالأمازيغية: ⴰⴳⴻⵣⴷⵓ ⵏ ⵜⵉⵣⵉ ⵡⴻⵣⵣⵓ) تعتبر الولاية رقم 15 من بين ولايات الجزائر التي يصل عددها إلى 58 ولاية، وتقع هذه الولاية بمنطقة القبائل شرق الجزائر بحيث لا يبعد مقر الولاية عن الجزائر العاصمة سوى بحوالي 105 كلم، وتنقسم الولاية إداريا إلى 21 دائرة و67 بلدية، ويغلب الطابعين الفلاحي والتجاري على نشاطها.
يعتمد مواطنيها في جلب قوت عيشهم على التجارة، الزراعة وخاصة الزيتون.
تتميز الولاية بطابع خاص أجتماعيا، حيث حيث يعيش السكان في المناطق الريفية على شكل قرى (دشور) يصل عددها أكثر من 1400 قرية.
يطلق على ولاية تيزي وزو تسمية القبائل الكبرى، في حين تلقب بجاية بمنطقة القبائل الصغرى حيث أن اللغة التي يتكلم بها السكان هي اللهجة القبائلية التي هي عبارة عن لهجة من لهجات الأمازيغية المحلية مثل الشاوية، لهجة مزابية والتارقية...) وهذه اللهجات المختلفة تم تسترهم تحت ما يسمى لغة امازيغية التي لم يتم صنعها والاتفاق عنها بعد أعتمدت لغة وطنية في التعديل الدستوري سنة 2002

## أصل التسمية
تنسب تسمية مدينة تيزي وزو إلى شجيرات شوكية ذات ورود صفراء منتشرة بكثرة في هذه المنطقة التي تتوفر على 1400 قرية، وتتركب كلمة تيزي وزو من كلمتين (تيزي) تعني فج و (وزو) المراد منها شجرة شوكية تسمى وزال بالأمازيغية.

## اللغة
يتكلم سكان الولاية اللغة الأمازيغية لهجة قبائلية إلى جانب العامية الدارجة، وتستخدم اللغة العربية الفصحى في المحررات والمواثيق الرسمية، كما ينص دستور الدولة.

## الموقع والجغرافيا
الموقع الاستراتيجي الذي تحض به ولاية تيزي وزو لكونها مركز عبور نحو ولايات بومرداس، البويرة، الجزائر العاصمة وبجاية.

## السكان

العلم الثقافي الأمازيغي

يعود أصل السكان إلى الأمازيغ الأمازيغية وهم السكان الأصليين للجزائر، سكان المنطقة أمازيغ ويطلقون على أنفسهم اسم زواوة نسبة للقبيلة القاطنة في هذه المنطقة كما يرجع البعض أصل سكان المنطقة إلى قبيلة كتامة الأمازيغية كما يوجد مجموعة كبيرة من الأشراف الأدارسة في المنطقة ويلقبون بالمرابطين الأشراف وقد أندمجوا مع السكان، يتكلم الأغلبية العظمى اللغة الأمازيغية بلهجتها القبائلية تقبايليث، وتوجد أقلية تتكلم العربية في الغرب.

## مناخ
مناخ البحر الأبيض المتوسط هو السائد في ولاية تيزي وزو ومنطقة القبائل عامة، تتساقط الثلوج كل عام في فصل الشتاء أبتداء من ديسمبر على أرتفاعات عالية (600 م +) وفي فبراير على أرتفاعات أقل، أما فصل الصيف فيكون حارا وجافا.

## الأودية والسدود

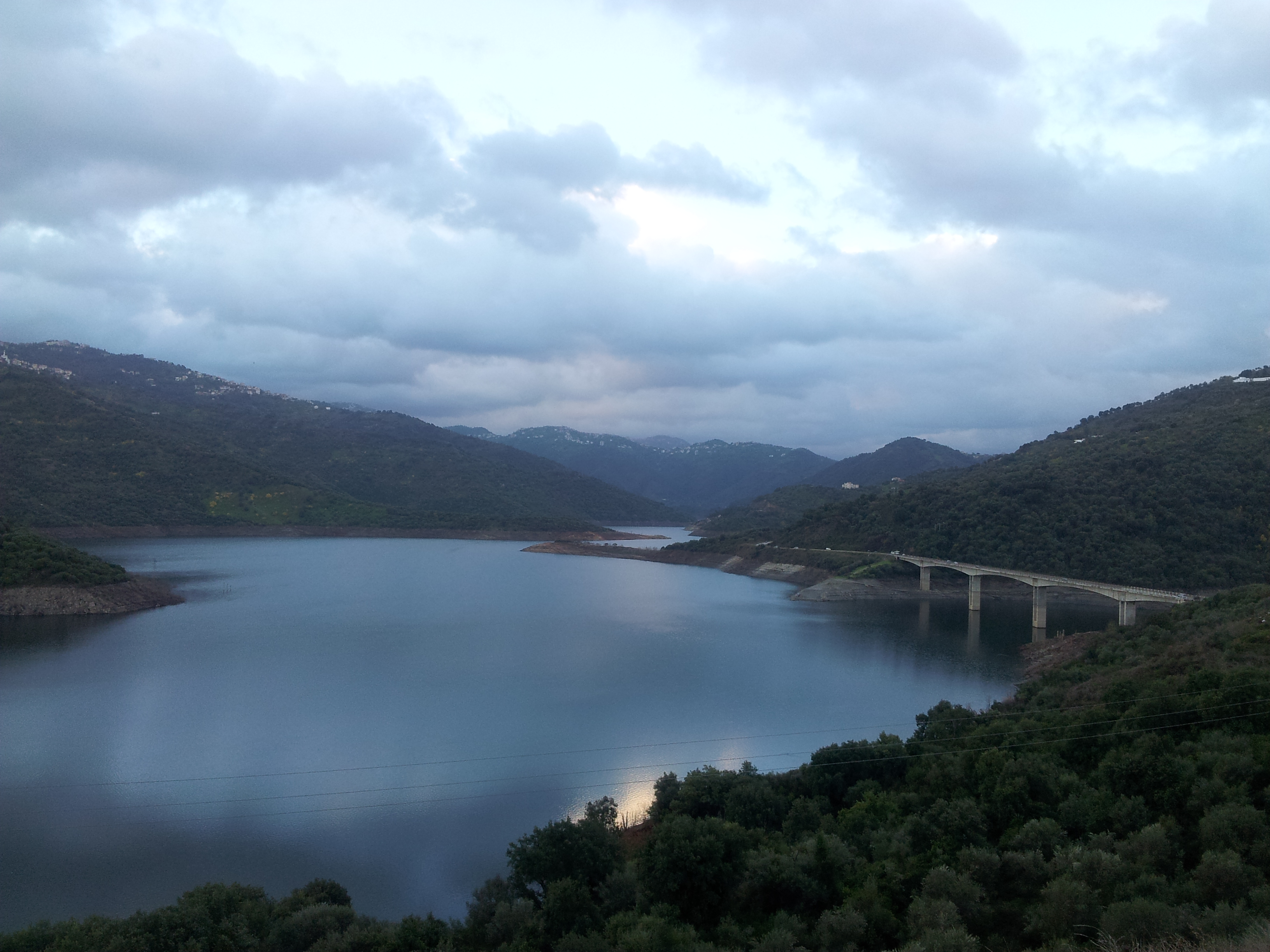
سد تاقسبت على وادي عيسي
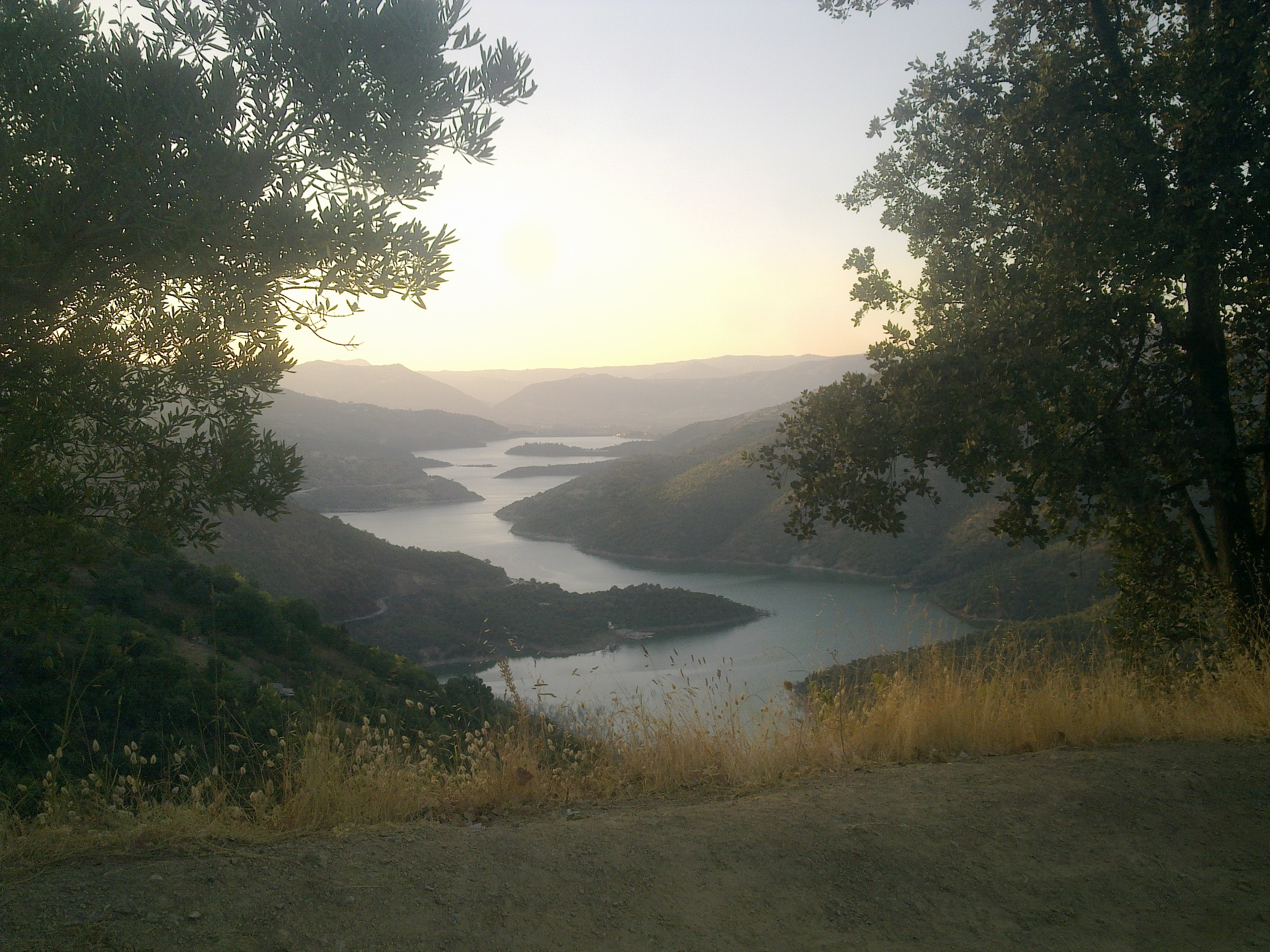
سد تاقسبت على وادي عيسي
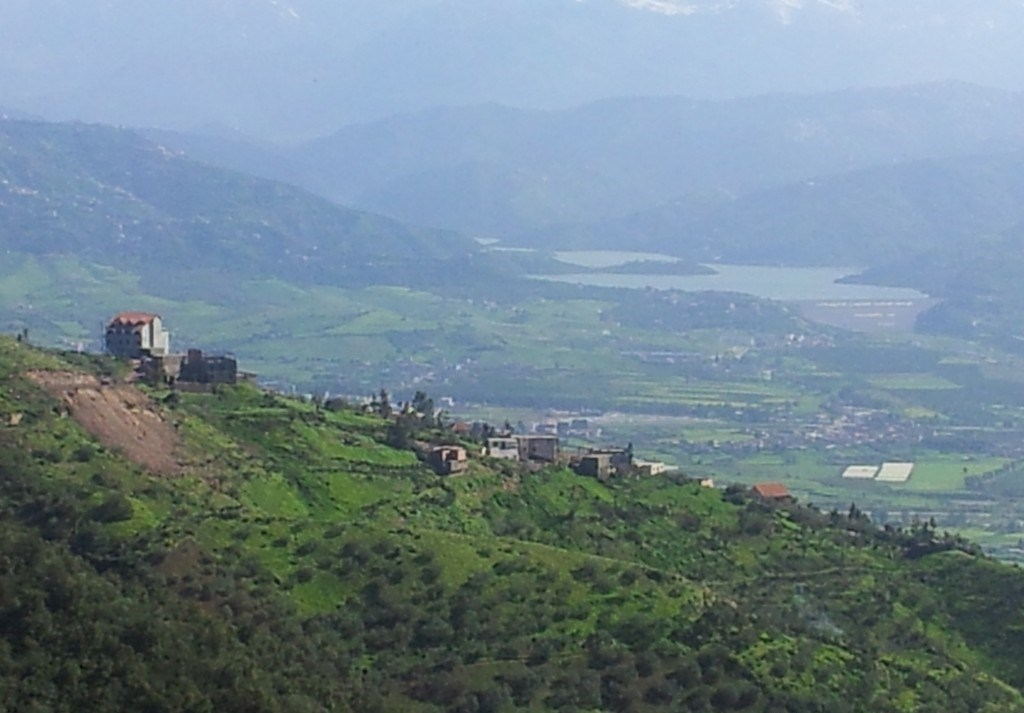
سد تاقسبت على وادي عيسي
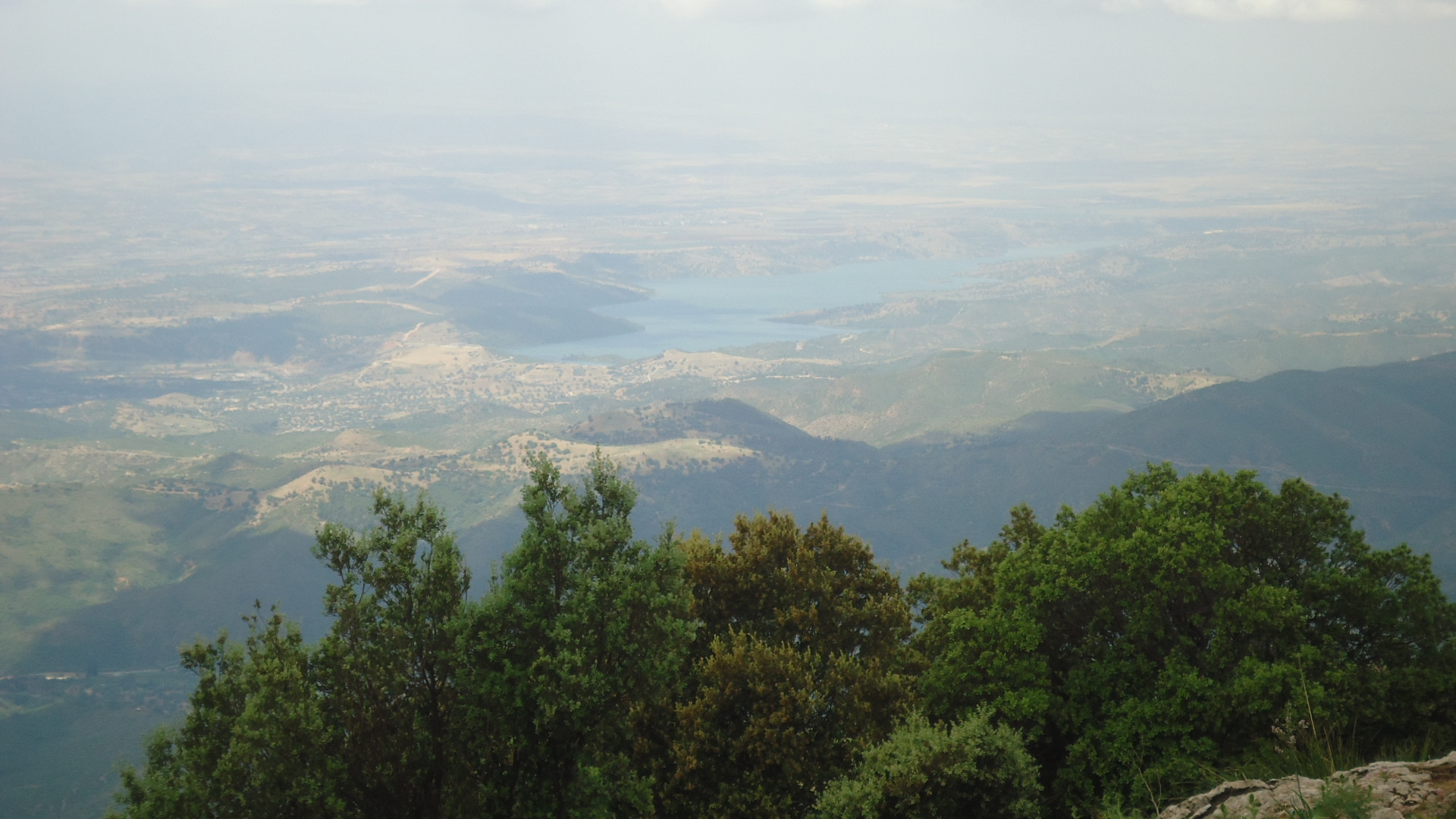
سد تاقسبت على وادي عيسي
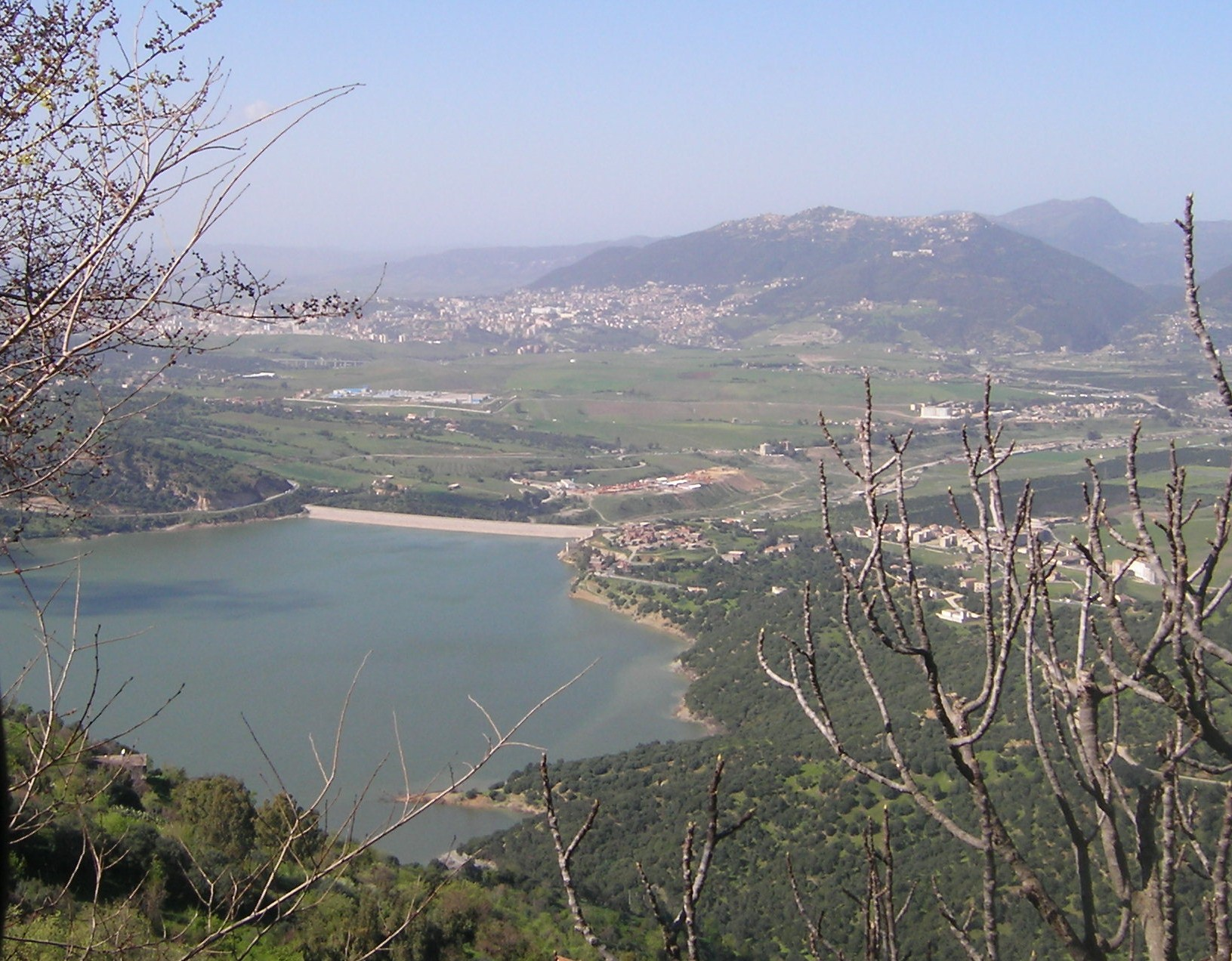
سد تاقسبت على وادي عيسي
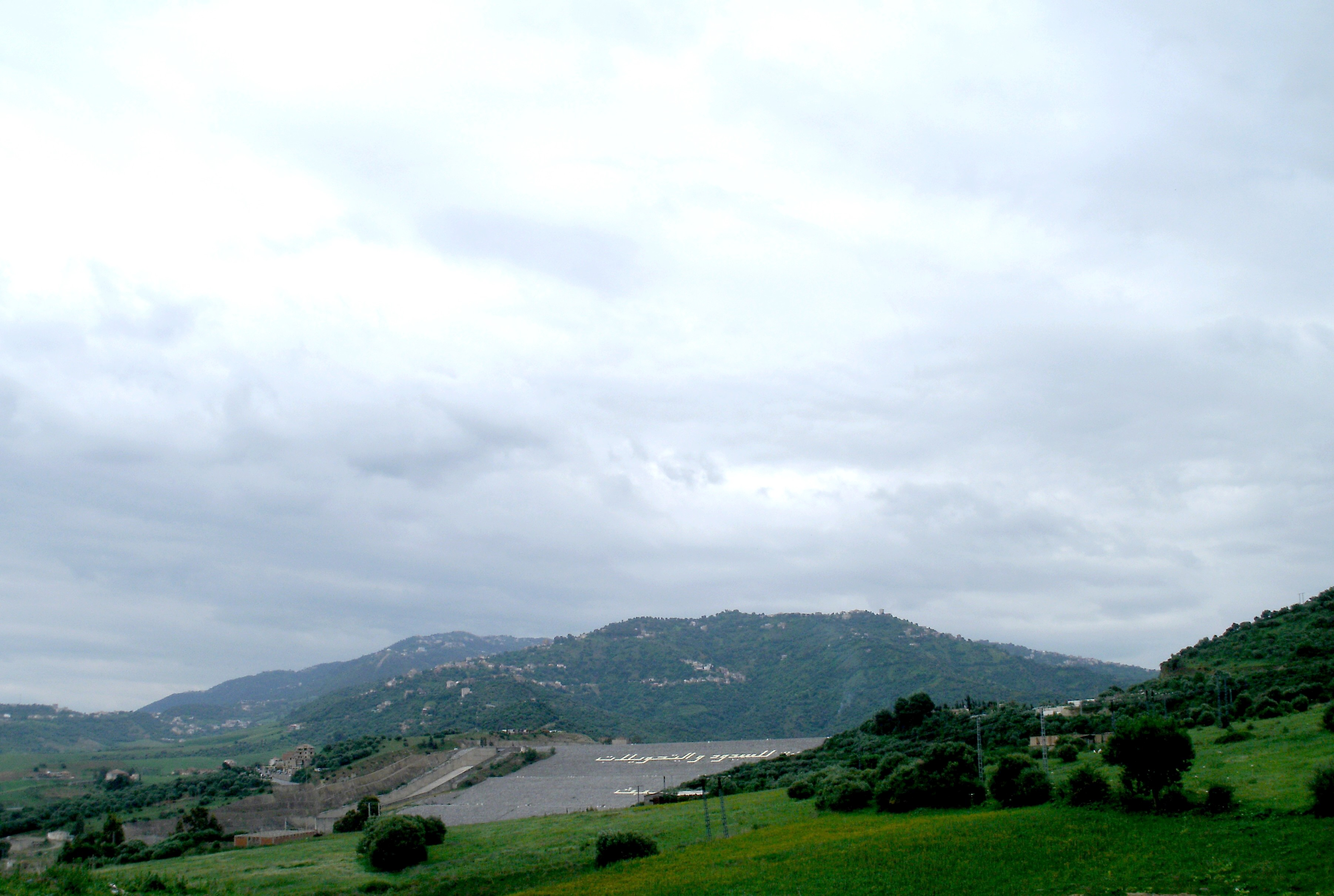
سد تاقسبت على وادي عيسي

توجد في ولاية تيزي وزو العديد من الوديان منها الدائمة الجريان والمؤقتة.
سد تاقسبت يمتد على مساحة 550 هكتار ويبعد 10 كم شرق مدينة تيزي وزو. تغذيه ميار الأمطار والثلوج الذائبة على جبال جرجرة، أحتاج إلى أستثمار 540 مليون أورو ووضع حيز التنفيذ في 5 جويلية 2007، ويشمل محطة لمعالجة مياه الشرب ومحطة للضخ وعدة أنفاق بما في ذلك 95 كم خط أنابيب للسماح ل نقل 150 مليون متر مكعب سنويا، السد لديه القدرة على تخزين 175 مليون متر مكعب ولكن قد تصل إلى 181 مليون متر مكعب في حال هطول أمطار غزيرة.

### الوديان
- وادي سيباو
- وادي عيسي
- وادي السبت

### السدود والبحيرات
- سد تاقصبت
- بحيرة أكفادو

### الجبال

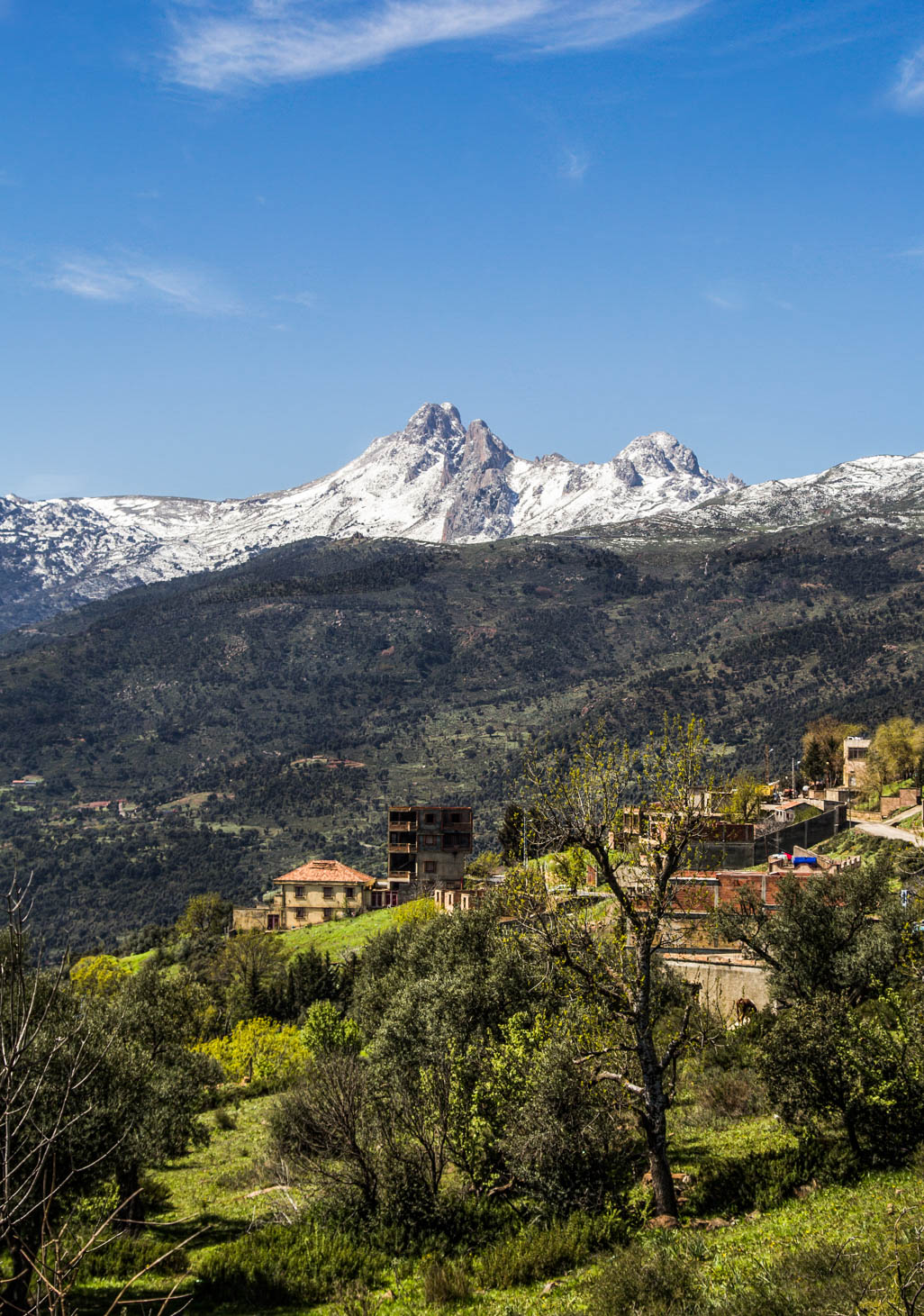
جبل أكفادو

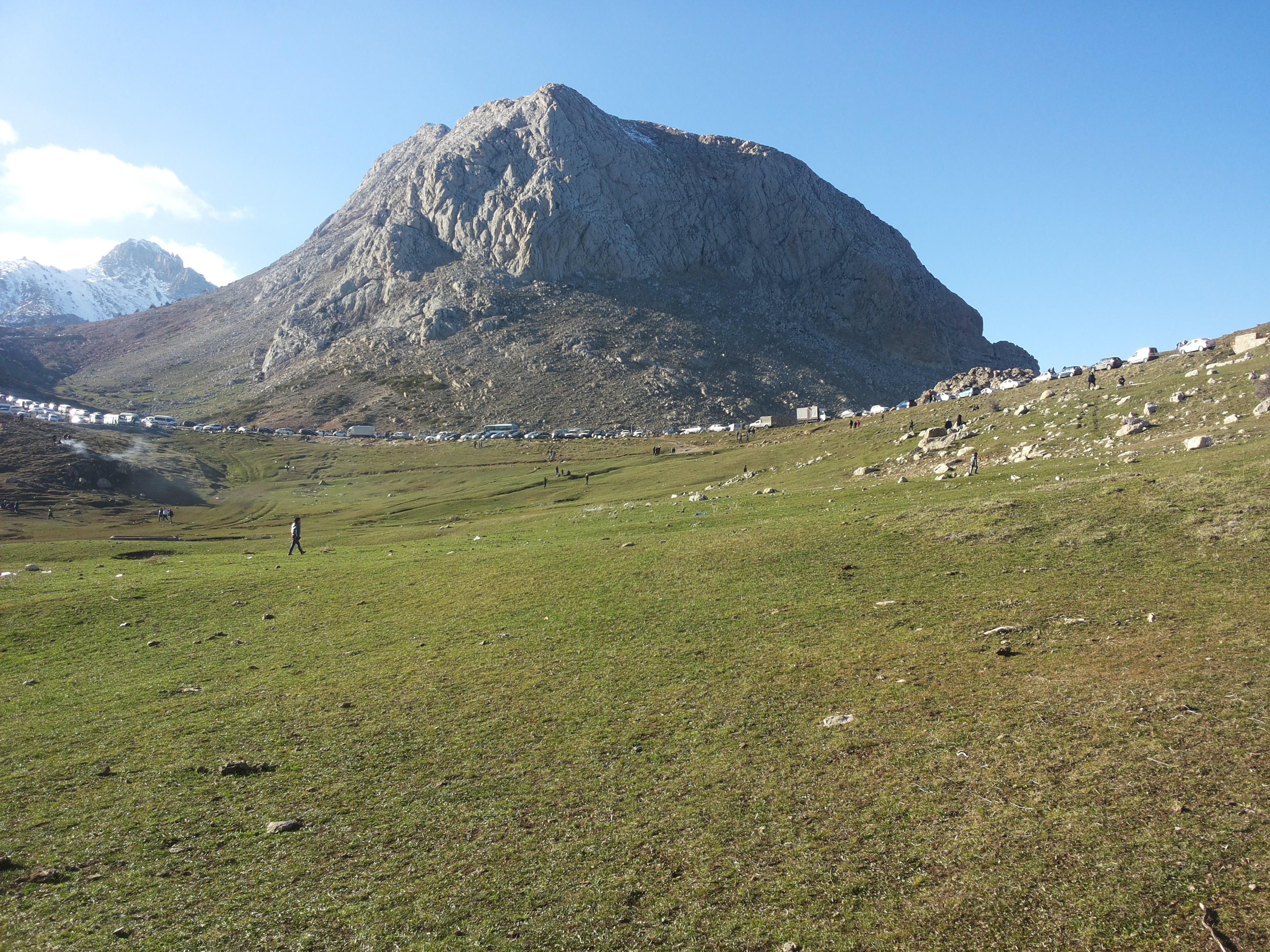
جبل تيكجدا

- جرجرة
- لالة خديجة
- رجاونة
- تامغوت
- ثالتات
- حسناوة
- أكفادو
- عيسى ميمون

### الثروة الغابية والحيوانية
تتبوأ مكانا أستراتيجيا هام، يضاف إليه الثروة الحيوانية فمعظم مناطق منطقة القبائل تتميز بطبيعتها الخلابة يكسوها غطاء نباتي كثيف متنوع تتخلله ثروة غابية جذابة تسر النظر وتسكن المساحات الغابية أغلبية أصناف الحيوانات المتواجدة شمال الجزائر، منها مكاك بربري والجوارح كالعقاب النسر إلى جانب الثعابين والذئاب والثعالب والخنازير البرية، إلى جانب أصناف أخرى أنقرضت منذ عدة سنوات كالأسد البربري والدب الأبيض والفهد، وكذا القط البري، الوشق والضبع، ولحماية هذه الثروة من الأندثار والزوال تمّ إنشاء الحديقة الوطنية جرجرة التي تقدر مساحتها بـ18550هكتار.

## التاريخ

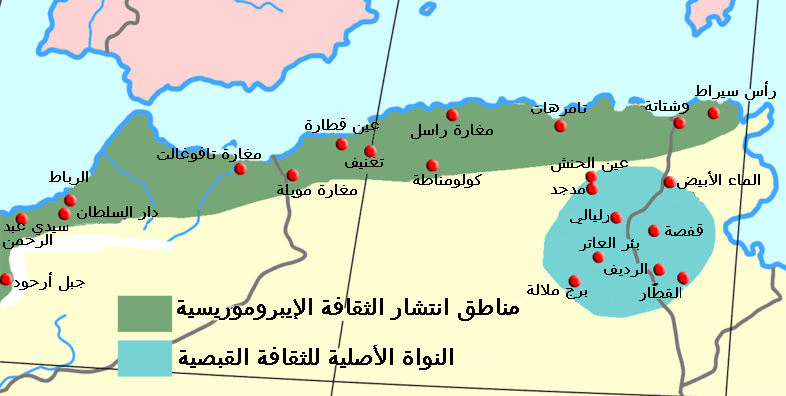
مناطق أنتشار الحضارة العاترية والحضارة القفصية

كانت ولاية تيزي وزو من بين مناطق أنتشار الثقافة إيبيروموريسية أو الأوشتاتيون (بالإنجليزية: Ibero-Maurusian) هي المنظر الثقافي لساحل شمال أفريقيا في الفترة بين العصر الحجري القديم العلوي والعصر الحجري الوسيط حوالي 20.000 إلى 10.000 سنة قبل الحاضر.
يعود تاريخ ولاية تيزي وزو إلى عصر ما قبل التاريخ بدليل وجود آثار عثر عليها بعدد من المناطق، على غرار تيقزيرت وأزفون، إلى جانب ذراع الميزان المعروفة بتضاريسها الجبلية الوعرة، أطلق عليها الرومان اسم مونت فيراتوس والمراد منها جبل من حديد، كانت هذه المنطقة مع مرور السنين قبلة لشعوب حوض البحر الأبيض المتوسط، من بينهم الفينيقيين الذين دخلوها في القرن الخامس والرابع قبل الميلاد حيث مارسوا التجارة والإبحار فيها، أنشأوا مراكز تجارية على ساحل هذه المنطقة لممارسة نشاطهم التجاري.

### الفترتين البونيقية والنوميدية
قبل أن تتوافد على ولاية تيزي وزو الشعوب والحضارات المختلفة، كانت منطقة آهلة بالبربر، السكان الأصليين للمنطقة، بعدما أسس الفينيقيون مدينة قرطاج سنة 814ق م، ربطوا علاقات تجارية مع سكان المدن المحلية الأمازيغ.

### العصور القديمة
أحتلها الرومان خلال القرن الأول ما قبل الميلاد إلى غاية القرن الرابع بعد الميلاد من أجل تثبيت وجوههم وتمديد سيطرتهم على المنطقة، كما عمد الرومان إلى تشييد مدن عسكرية وحضارية على طول ساحل تيفزيرت أطلق عليها اسم لومنيوم، وأزفون باسم روزاسوس، أعاد البيزنطيون بناء الأحياء والمدن المدمرة من طرف الوندال في القرن الخامس، وفي فترة العصور الوسطى كانت ولاية تيزي وزو على شكل كونفيدراليات، وفي القرن الرابع عشر ترأست أمراة تدعى شيمسي من عائلة عبد الصمد أتحادية آيث إيراثن من سنة 1330 إلى غاية 1340.

### الفترة العثمانية
أما خلال فترة الأتراك من القرن السادس عشر والقرن التاسع عشر، فقد تمّ رسم وتأسيس مملكة كوكو في سنة 1510م على يدّ عائلة ايث القادي وذلك لصد غزوات الإسبان والأتراك، وتمّ تشييد عدة أبراج في أماكن عدة كتازغارت سيباو بوغني وبرج تيزي وزو، الذي أصبح ابتداء من القرن السابع عشر مركزا عمرانيا، حيث أنشئ هذا الأخير سنة 1640م لمراقبة السهول المحيطة به.

### الاحتلال الفرنسي

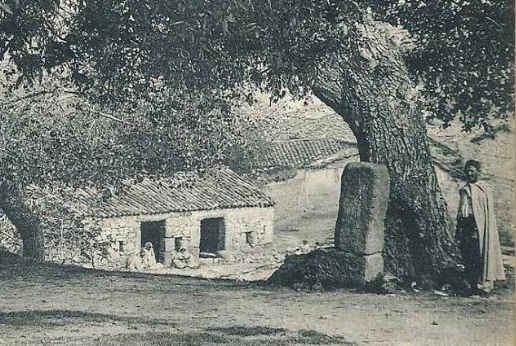
قرية

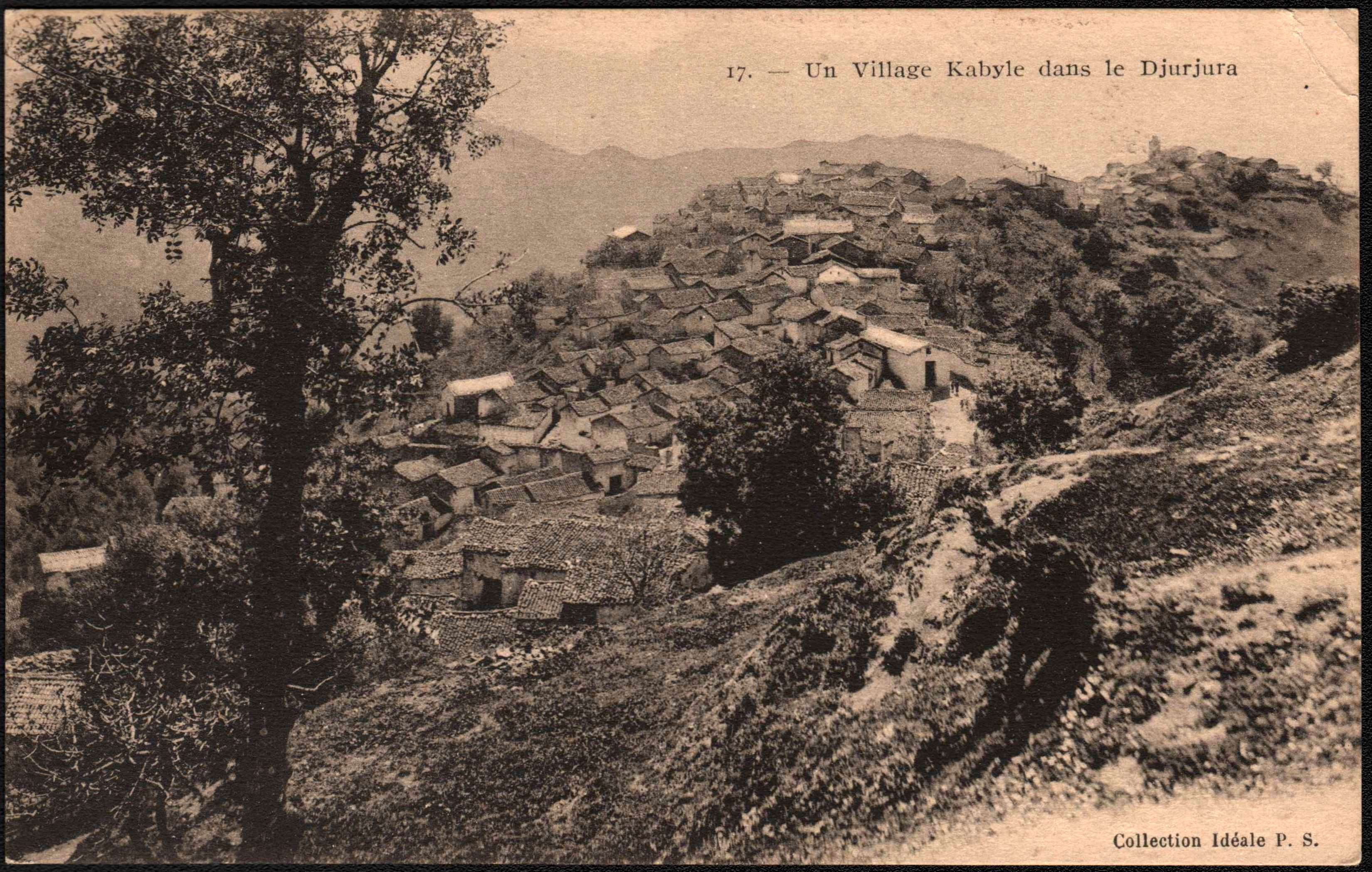
قرية

ولاية تيزي وزو المكافحة، بطابعها الجبلي الذي شكل مهدا للثورة التحريرية المجيدة، كانت مركزا للولاية التاريخية الثالثة، كما شكلت محطة هامة في تاريخ الجزائر بمساهمات أبنائها وبطولة شهدائها ومجاهديها، تبقى الفترة الاستعمارية آخر مطاف أبتداء من القرن التاسع عشر والقرن العشرين، أين تم الاستيلاء كليا على هذه المنطقة من طرف الجيش الفرنسي بعد المعركة الشهيرة التي قادتها البطلة لالة فاطمة نسومر، وشرعوا خلال هذه الفترة في بناء مدن صغيرة وقرى ذات طابع أوروبي في أماكن عديدة من ولاية تيزي وزو.
كان الاحتلال الفرنسي للجزائر انطلاقا من مدينة الجزائر نحو منطقة القبائل مصاحبا لمجازر رهيبة قام بها القادة الفرنسيون في متيجة وحول جبال جرجرة.
وحسب الدراسات التاريخية التي أجريت من طرف خبراء وباحثين تبين أن كل هذه الحضارات المتعاقبة على هذه المنطقة لم تطمس حقيقتها وطابعها الأصيل، وساهمت بشكل كبير في المحافظة على خصوصيتها وأصالتها الظاهرة في القرى التقليدية.
| رقم | الحدث            | التاريخ         | المكان               |
| --- | ---------------- | --------------- | -------------------- |
| 01  | معركة تادمايت    | 25 أفريل 1844م  | تادمايت              |
| 02  | معركة تيزي وزو   | 4 جوان 1845م    | تيزي وزو             |
| 03  | معركة آيث إيراثن | 25 جويلية 1845م | الأربعاء نايث إيراثن |

### فترة الأستقلال
بالرغم من المساحة الزراعية النافعة الضئيلة وقاع بحري وعر، إلا أن قطاعي الزراعة والصيد يمثلان مؤهلات هامة للولاية تعتبر محل أستراتيجيات تنمية مكيفة، لضمان مساهمة معتبرة في التنمية المحلية.
فيما يخص قطاع الصناعة، فان ولاية تيزي وزو تكسب ثروة معدنية غنية ومتنوعة من شانها أن تشجع بعث نسيج صناعة معدنية في إقليم الولاية، وما من شانه أن يولد ديناميكية اقتصادية.
بفضل السياسات العمومية الخاصة بالتنمية المحلية المطبقة بولاية تيزي وزو منذ 1999،  يمكن الوقوف على النتائج الايجابية المسجلة في العديد من القطاعات التي لها علاقة مباشرة بمتطلبات المواطنين وانشغالاتهم. فعلى سبيل المثال عرفت نسبة التزويد بالموارد المائية في اليوم نمو يقدر ب 200%، فيما سجل التزويد بالغاز ارتفاعا يعادل سبعة أضعاف، كما تعرف نسبة التمدرس نموا يقدر ب32%.

## السكان
| ذكور   | فئة عمرية     | إناث   |
| ------ | ------------- | ------ |
| 3٬372  | 85 سنة وأكثر  | 5٬294  |
| 4٬522  | 80 إلى 84 سنة | 6٬734  |
| 7٬459  | 75 إلى 79 سنة | 10٬823 |
| 8٬880  | 70 إلى 74 سنة | 12٬447 |
| 11٬752 | 65 إلى 69 سنة | 14٬661 |
| 14٬223 | 60 إلى 64 سنة | 15٬986 |
| 22٬199 | 55 إلى 59 سنة | 22٬371 |
| 24٬478 | 50 إلى 54سنة  | 24٬837 |
| 23٬548 | 45 إلى 49 سنة | 24٬288 |
| 36٬230 | 40 إلى 44 سنة | 36٬684 |
| 43٬395 | 35 إلى 39 سنة | 42٬822 |
| 53٬656 | 30 إلى 34 سنة | 51٬171 |
| 67٬399 | 25 إلى 29 سنة | 61٬819 |
| 68٬230 | 20 إلى 24 سنة | 64٬706 |
| 56٬681 | 15 إلى 19 سنة | 54٬131 |
| 44٬039 | 10 إلى 14 سنة | 42٬078 |
| 35٬638 | 5 إلى 9 سنوات | 33٬951 |
| 38٬549 | 0 إلى 4 سنوات | 36٬612 |
| 722    | غير معروف     | 1٬220  |

## الثقافة
يوجد مكتبتين بكل من مدينة تيزي وزو وبلدية الأربعاء نايث إيراثن، هذا مع إعادة تهيئة منزل آيت قاسي وتحويله إلى متحف، مسرح الهواء الطلق لدار الثقافة مولود معمري، دارسة وإنجاز وكذا تجهيز 3 مكتبات مع إعادة تهيئة المدرسة الجهوية للفنون الجميلة لعزازقة وكذا تهيئة الموقع الأثري القديم بأزفون، ويرتقب أن تستفيد المنطقة من قاعة للمعارض تتسع لـ6 آلاف مقعد، قاعة سينما ومسارح للهواء الطلق اثنان منها بكل من المنطقة الساحلية ازفون وتيقزيرت ومدرسة موسيقى، إضافة لمشاريع أخرى ينتظر أن تتدعم بها مدن الولاية بصفة تدريجية، تدعيم 60 مكتبة بالعتاد والأجهزة، حيث ينتظر أن تتدعم 63 مكتبة بلدية موزعة بإقليم ولاية تيزي وزو بالعتاد والأجهزة التي تحتاج لها لضمان توفير كل الإمكانيات والشروط للوافدين عليها من طاولات، وكراس، وأجهزة الإعلام الآلي وغيرها من الأجهزة التي تجعل من المكتبة فضاء يستقطب الشباب ويحفزهم على القراءة والمطالعة، توجد 14 مكتبة منها حضرية، 29 مكتبة نصف حضرية و14 مكتبة أنجزت بالمناطق الريفية، إضافة إلى 5 قاعات قراءة وفي سياق الحديث عن المكتبات وقاعة قراءة خصص لإنجازها 5,1 مليار سنتيم، مع تخصيص ما قيمته 20 مليار سنتيم من أجل إنجاز دراسات لـ10 قاعات قراءة عبر عدة مناطق من الولاية.

### المركب الثقافي التاريخي
بالمكان المسمى مدوحة بمدينة تيزي وزو يتكون من 3 طوابق الأول عبارة عن قاعة للعروض كبيرة التي تتضمن العتاد والألبسة والأسلحة التي أستعملها المجاهدين إبان الثورة اما الطابق الثاني يتضمن عدة مكاتب وقاعات فيما يتضمن الطابق الثالث قاعة كبيرة للمحاضرات التي من شأنها أن تستقبل مختلف التظاهرات الثقافية والتاريخية·

### مواقع ثقافية مصنفة
- محمية إيغيل إيمولا
- آنو إفليس [الفرنسية]
- آنو بوسويل

## الفن
الفن القبائلي من أشهر الألوان الغنائية التقليدية في الجزائر، التي تلقى رواجا خارج منطقة القبائل، إذ يُستمد هذا النوع الغنائي من «موسيقى أشويق»، حيث كانت بداياتها في خمسينيات القرن الماضي حتى السبعينيات، حينما قدم عدد من مطربي هذه المنطقة أعمالا موسيقية كلاسيكية، حيث كانت المغنية القبائلية «نوارة واحدة» من رواد هذا النوع باللهجة القبائلية، وبعد ظهور الفنان «إيدير» الذي قدم أغنية «أفافا ينوفا» التي انتشرت عالميا والفنان الراحل، معطوب لوناس، والفنان «لونيس آيت منقلات»، وانتقل الطابع القبائلي إلى مرحلة جديدة، كسرت الحواجز المحلية والعالمية، بكلمات مستوحاة من واقع الجزائري السياسي والاقتصادي والاجتماعي والعاطفي، كما يُعَد اللون القبائلي من أهم وأنجح الألوان التي نجدها في مختلف الأعراس والأفراح والمناسبات، نظرا لإيقاعها الخفيف وآلاتها المستعملة، الموسيقى القبائلية فن من فنون القبائل وكان له أغاني شعبية ومن أشهر مغنيه
- سليمان عازم
- شريف خدام
- الشيخ الحسناوي
- لونيس آيت منقلات
- إيدير

## إعلام
- إذاعة تيزي وزو
- إذاعة تيزي وزو الجهوية

أخبار الولاية على مدار الساعة

## الشؤون الدينية

### المساجد
تحتوي هذه الولاية على العديد من المساجد التي تشرف عليها مديرية الشؤون الدينية والأوقاف لولاية تيزي وزو تحت وصاية وزارة الشؤون الدينية والأوقاف.
- المسجد العتيق [الفرنسية]
- مسجد أرزقي الشرفاوي [الفرنسية]
- مسجد لالة سعيدة [الفرنسية]

### الزوايا

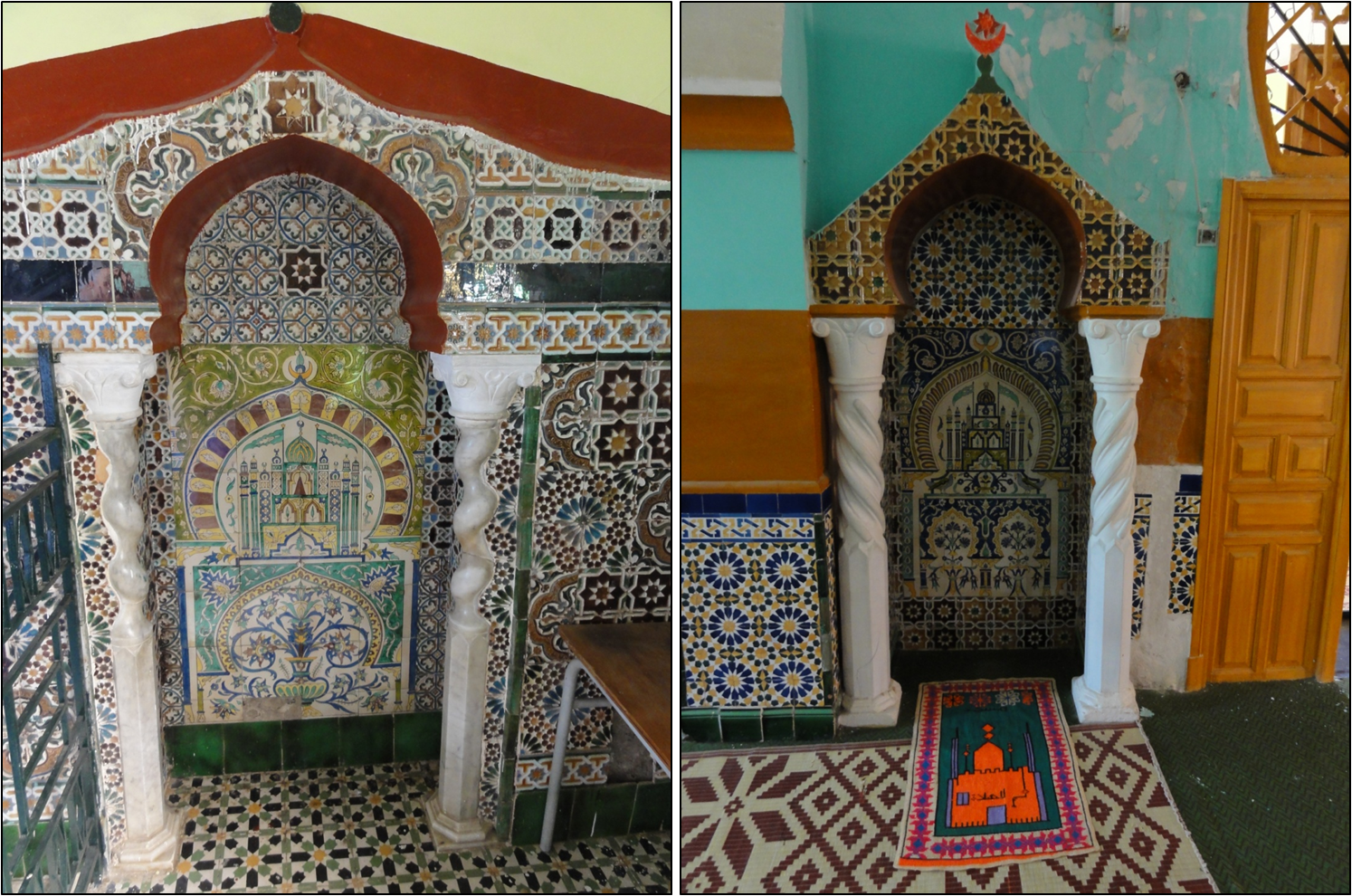
زاوية سيدي أمحمد بن عبد الرحمن الأزهري

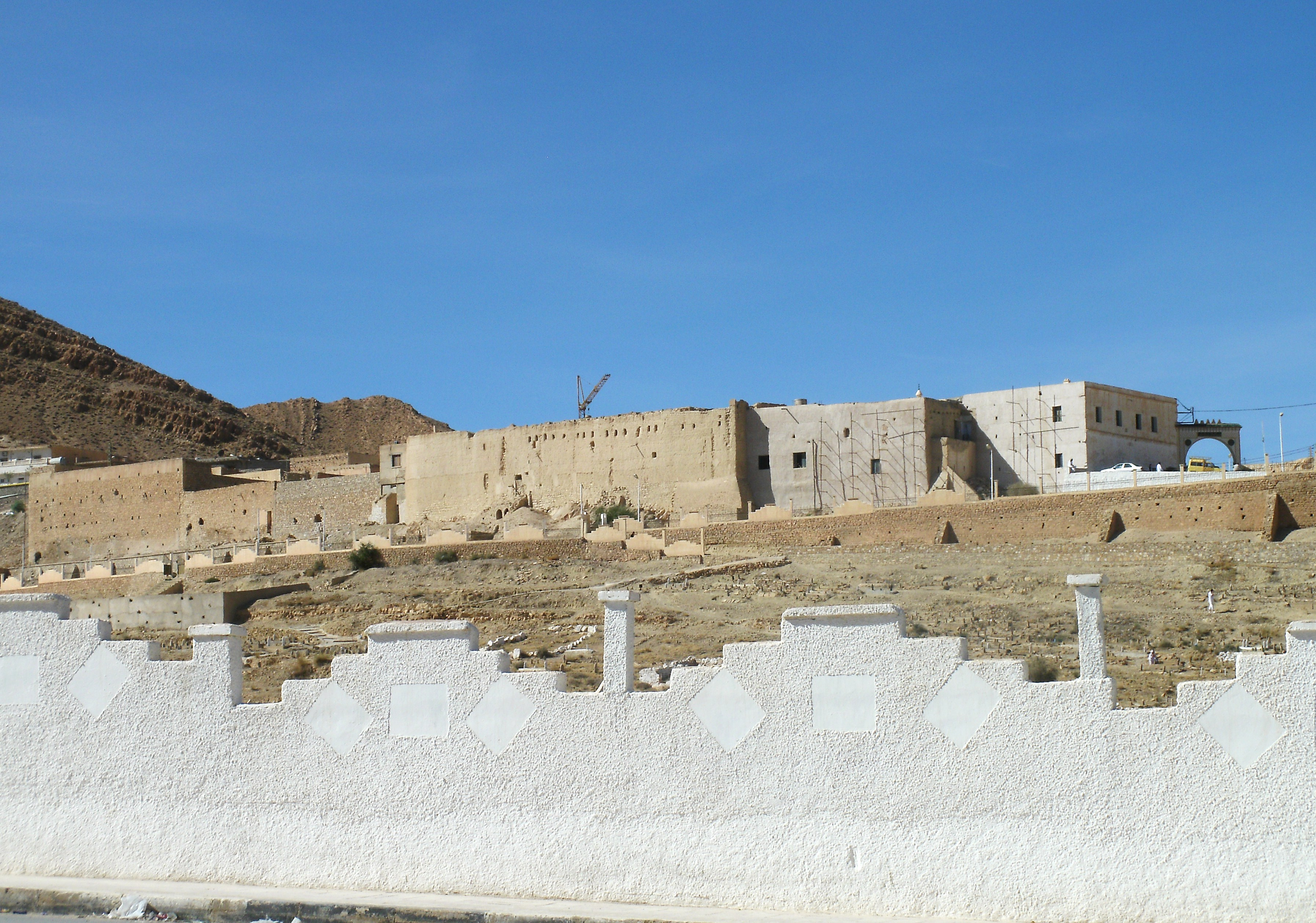
الزاوية الرحمانية

- «زاوية سيدي أمحمد بن عبد الرحمن الأزهري» (بونوح).[5]
- «زاوية سيدي الصديق بن أعراب الإيراثني» (الأربعاء نايث إيراثن).[6]
- «زاوية سيدي سحنون الإيراثني» (مقلع).[7]
- «زاوية سيدي بالوة الزواوي» (رجاونة).[8]
- «زاوية سيدي عبد الرحمن الأيلولي» (إيلولة أمالو).[9]
- «زاوية سيدي علي أويحيى» (بوغني).
- «زاوية تيفريت ناث الحاج» (أزفون).
- «زاوية سيدي علي أوطالب» (أيت يحي).
- «زاوية سيدي عمر والحاج» (بوزغن).
- «زاوية سيدي علي موسى» (سوق الاثنين).
- «زاوية سيدي أبي بكر» (تيقزيرت).
- «زاوية سيدي أحمد بن إدريس» (إيلولة أمالو).
- «زاوية سيدي بهلول الشرفاء» (عزازقة).
- «زاوية تيمليلين» (تيقزيرت).
- «زاوية سيدي أحمد بن مالك» (بوزغن).

## التعليم الجامعي

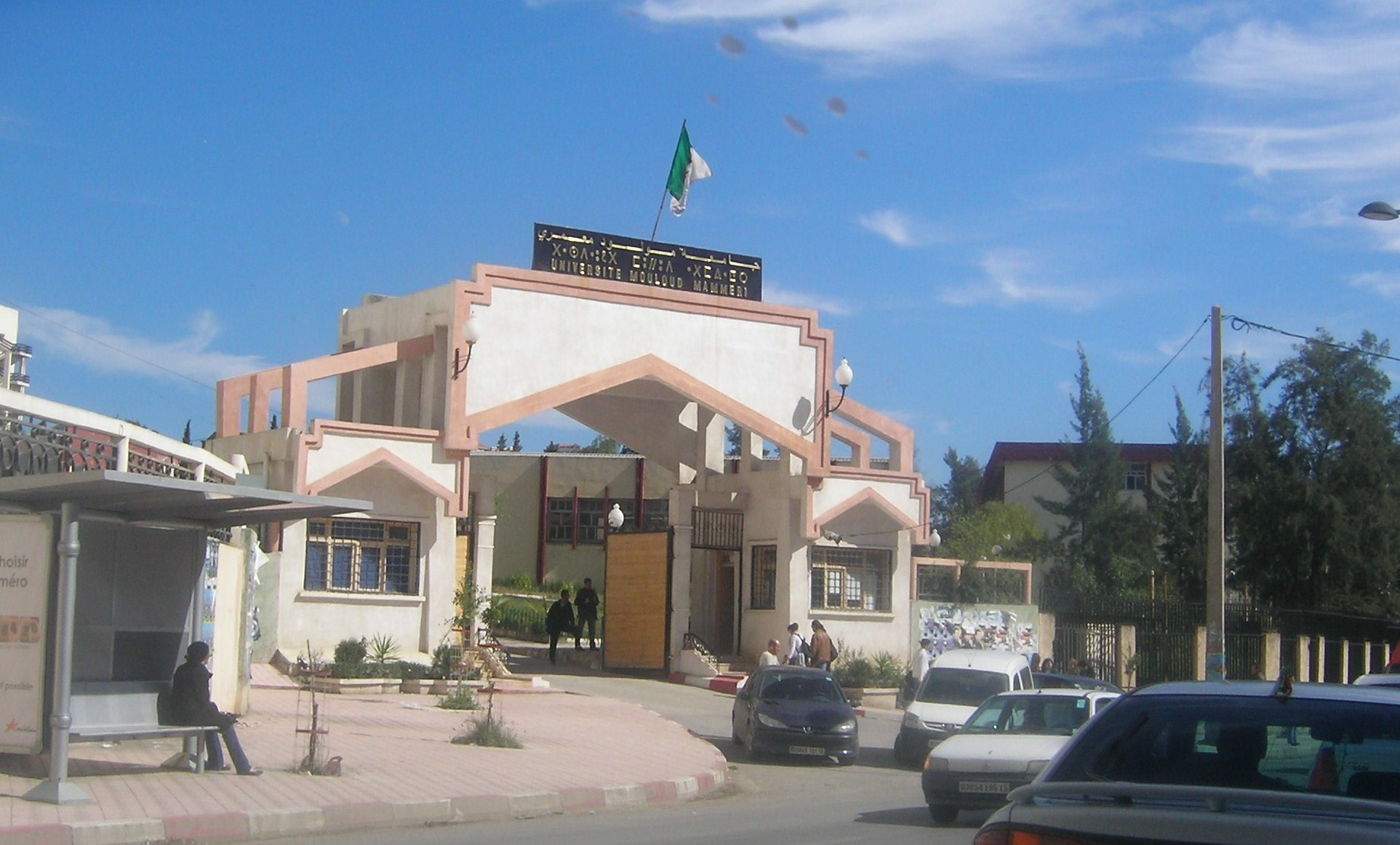
جامعة مولود معمري

تضم هذه الولاية مؤسسة جامعية واحدة و هي:
- جامعة مولود معمري [10]

## السياحة

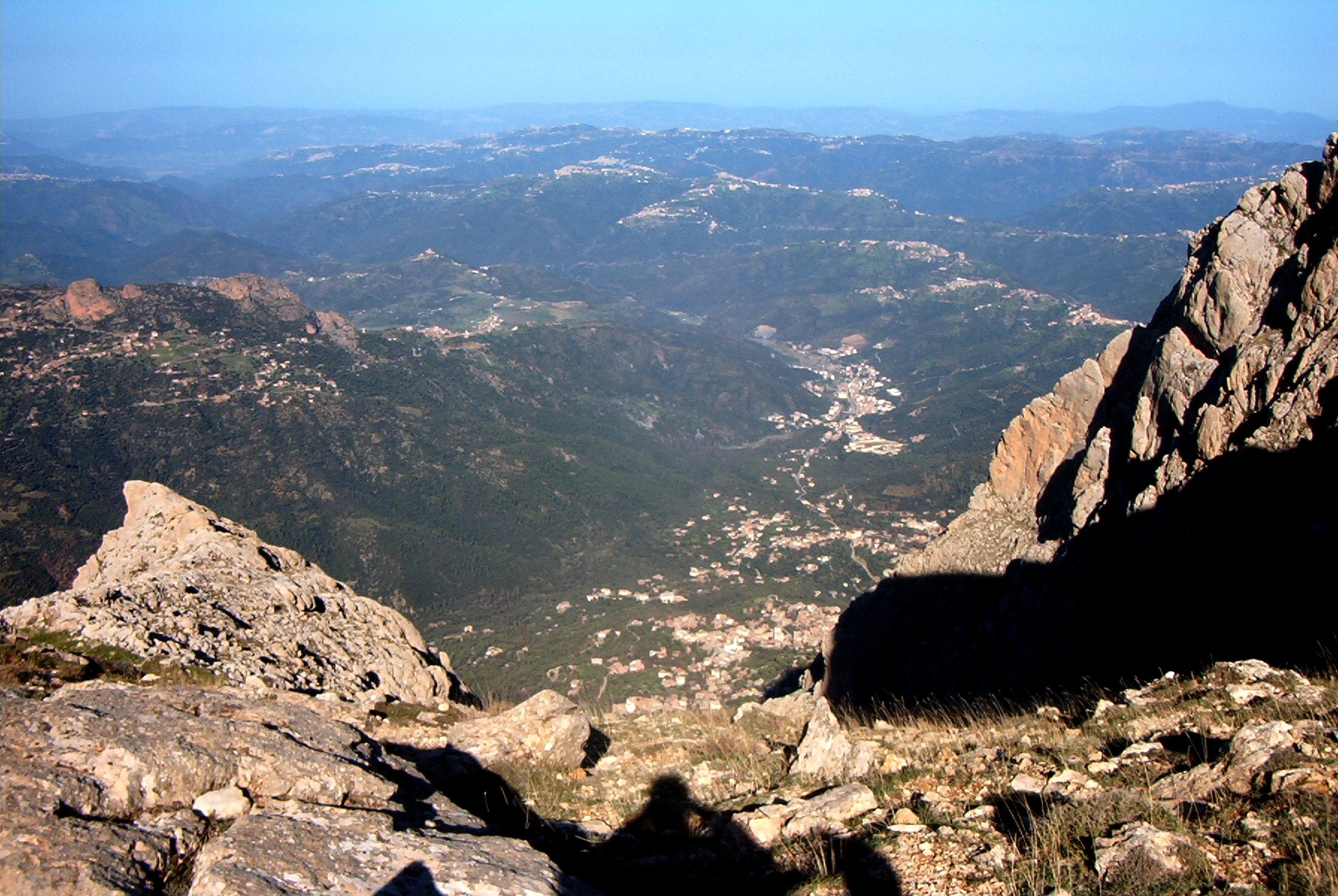
منظر لمنطقة القبائل الكبرى من قمم جرجرة (الجزائر).

يمكنك أن تترك العنان لعينيك لتجول عبر جبال جرجرة التي تصل إلى السماء وتكتشف معالم جنة منسية، تمتد هذه السلسلة بعظمتها لتصل العديد من المناطق مانحة إياها الجمال البراق الذي أسر معظم القلوب، وبفضل موقعها الجغرافي فإن عاصمة منطقة القبائل الكبرى، تيزي وزو التي تبعد بحوالي 100 كلم عن العاصمة الجزائر و40 كلم من البحر و50 كلم من جبال جرجرة، فإنها بدون شك القلب النابض لمنطقة شمال البلاد مخولة إيها الاضطلاع بدور ريادي في التنمية والعلاقات مع المناطق المجاورة، وفيما يتعلق بالموارد الطبيعية، تعتبر منطقة القبايل أكثر الوجهات السياحية شعبية في البلاد فلمحبي الجبال (السياحة الجبلية)، تقدم المنطقة مواقعا بجمال ساحر، كما نجد تنوعا في السياحة الساحلية التي توفرها شواطئها الخلابة المتواجدة على امتداد 80 كلم، وبين مناظر جبلية ساحرة تعلوها غابات ميزرانة وياكوران وصولا إلى أكفادو وواد سيباو، ناهيك عن جمال قرى تيزي وزو المطلة على سفوح لالة خديجة التي تحرس المنطقة وصولا إلى أوزو نطهور الذي يحج إليه سنويا الآلاف من الزوار للدعاء والتبرك·
مليونا مصطاف بشواطئ الولاية، ما ميز مواسم الأصطياف هذا بتيزي وزو التوافد المعتبر للمصطافين الذي سجلته الشواطئ السبعة المسموحة بها السباحة.

### الشواطئ
يتضمن ساحل هذه الولاية العديد من الشواطئ.
بلدية مزرانة: شاطئ إيزوران.
بلدية تيقزيرت: شاطئ تيزي واضو.
بلدية إفليسن: شاطئ إيفحريان.
بلدية أزفون: شاطئ ثالة نوذرار.
بلدية أيت شفعة: شاطئ أفريذ أوفلا.

### المطبخ القبائلي
الكسكسي الطبق المفضل لدى الأمازيغ القدامى من الأطباق القديمة المعروفة لدى سكان منطقة القبائل بما في ذلك الأمازيغ القدامى نجد طبق الكسكسي الممزوج بالبقول الجافة، شريطة أن تصل إلى سبعة أصناف وفق العادة المعمول بها منذ الأمازيغ الأولين، كما يعتمد سكان المنطقة في غذائهم على مواد أساسية أخرى منتجة محليا مثل (انغمان) أو التين الجاف و (آغروم آقوران) وهي الكسرة، ويبقى الكسكسي سيد الأطباق الذي تزين به المرأة القبائلية المائدة، والذي أخذ تحضيره كيفيات مختلفة حسب ما تريده المرأة، إما بلحم الغنم أو البقرة أو الدجاج ممزوج بالخضر، أو بالأعشاب، يضاف إليه طبق البركوكس واشدلوح حسب التسمية المحلية وهو اللحم المملح، دون أن ننسى زيت الزيتونالذي يعتبر من أجود الأنواع في الجزائر.

## البنية التحتية

### شبكة الطرقات
- 21 فرع للأشغال العمومية
- 20 دور صيانة
- الهياكل الأساسية للطرق:
- الطرق الوطنية (كلم): 605
- الطرق الولائية (كلم): 652
- الطرق البلدية (كلم): 3.548
- 109 منشأة فنية على الطرق الوطنية
- 58 منشأة فنية على الطرق الولائية
- منشأة فنية على الطرق البلدية 46
- المنشآت البحرية:
- المنارات:01
- موانئ الصيد:02
- موانئ النزهة:01

### الطرقات الوطنية
تمر عبر ولاية تيزي وزو العديد من الطرقات الوطنية، منها:
- الطريق الوطني رقم 12 (طريق تيزي وزو).
- الطريق الوطني رقم 24 (طريق بجاية).
- الطريق الوطني رقم 72 (طريق تيقزيرت).
- الطريق الوطني رقم 73 (طريق فريحة).

## النقل

### محطات القطار
محطة قطار تيزي وزو هي محطة قطارات بتيزي وزو في ولاية تيزي وزو تقع قرب وادي سيباو وسد تاقسبت والطريق الوطني رقم 12، وتنطلق منها أنواع عديدة من القطارات على اختلاف درجاتها إلى جميع نواحي الجزائر.
تضم شبكة النقل بالسكك الحديدية في ولاية تيزي وزو العديد من محطات القطار:
- محطة قطار بوخالفة
- محطة قطار تادمايت
- محطة قطار تيزي غنيف
- محطة قطار تيزي وزو
- محطة قطار ذراع بن خدة
- محطة قطار ذراع الميزان
- محطة قطار وادي عيسي

### محطات أخرى
- تيليفيريك تيزي وزو

## الموانئ
يضم ساحل ولاية تيزي وزو ميناءان بالإضافة إلى العديد من مرافئ الصيد البحري.

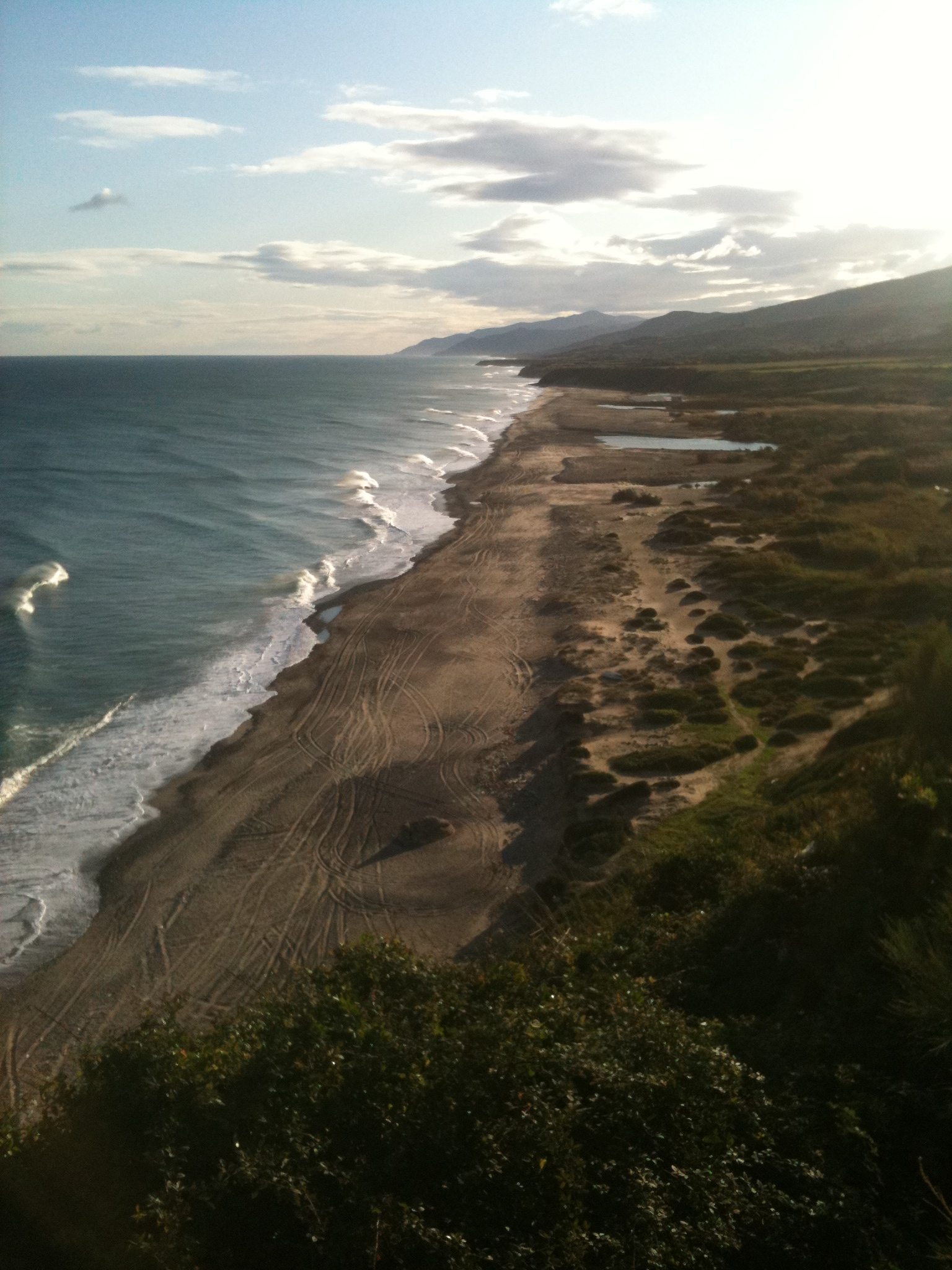
ميناء أزفون
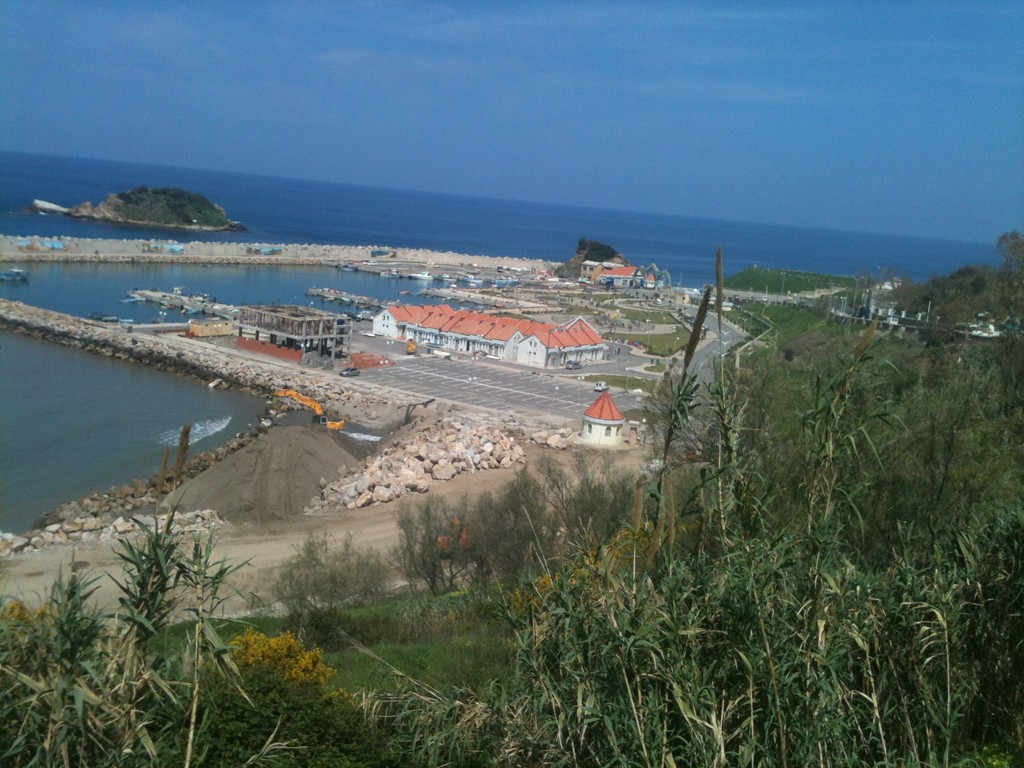
ميناء تيقزيرت

## الصناعة
وفي المجال الاقتصادي، تحتضن القبائل مركبات صناعية كبيرة تشكل مصدر عيش للآلاف من العائلات.
وبالسنبة للصناعة التقليدية، خولت القبائل الجزائر مكانة في الثقافة العالمية. فزرابي أيت هشام وعين الحمام ومجوهرات أث اليني كلها شاهدة على تاريخ القبايل المجيد. ولا يجب إغفال خزف معتاك، منطقة ينظم فيها سنويا مهرجان الخزف الوطني. ويعجب كل زائر للمنطقة بالتاريخ القديم الذي توحيه هذه الأشياء.

## الولاة
تعاقب العديد من الولاة على ولاية تيزي وزو منذ إنشائها في 16 ماي 1963م من خلال المرسوم التنفيذي رقم 63-189 الذي ينظم الإقليم الوطني الجزائري في إطار خمسة عشر ولاية.
| رقم | الوالي                            | البداية         | النهاية         | ولاية المولد       |
| --- | --------------------------------- | --------------- | --------------- | ------------------ |
| 01  | أكلي بلحسن [الفرنسية]             | 3 جوان 1962م    | 23 نوفمبر 1962م | ولاية تيزي وزو     |
| 02  | ياسين عبد الحميد [الفرنسية]       | 23 نوفمبر 1962م | 28 أكتوبر 1963م | ولاية تيزي وزو     |
| 03  | علي زعموم                         | 28 أكتوبر 1963م | 1 أكتوبر 1964م  | ولاية تيزي وزو     |
| 04  | أحمد زميرلي [الفرنسية]            | 1 أكتوبر 1964م  | 16 مارس 1966م   | ولاية تيزي وزو     |
| 05  | محمد السعيد معزوزي                | 16 مارس 1966م   | 21 ماي 1968م    | ولاية جزائر        |
| 06  | أحمد علي غزالي                    | 21 ماي 1968م    | 17 سبتمبر 1974م | ولاية تيزي وزو     |
| 07  | محمد الشريف خروبي                 | 17 سبتمبر 1974م | 8 مارس 1979م    | ولاية تيزي وزو     |
| 08  | حميد سيدي السعيد [الفرنسية]       | 1 جوان 1979م    | 30 جانفي 1984م  | ولاية تيزي وزو     |
| 09  | أحمد الغازي [الفرنسية]            | 30 جانفي 1984م  | 26 جويلية 1989م | ولاية المسيلة      |
| 10  | عبد المجيد تبون                   | 26 جويلية 1989م | 18 جوان 1991م   | ولاية النعامة      |
| 11  | مصطفى بن منصور                    | 21 أوت 1991م    | 30 جوان 1994م   | ولاية معسكر        |
| 12  | محمد نذير حميميد                  | 30 جوان 1994م   | 22 أوت 1999م    | ولاية برج بوعريريج |
| 13  | عبد القادر والي                   | 22 أوت 1999م    | 4 أوت 2001م     | ولاية مستغانم      |
| 14  | حسين واضح [الفرنسية]              | 4 أوت 2001م     | 12 مارس 2006م   | ولاية البويرة      |
| 15  | حسين معزوز [الفرنسية]             | 12 مارس 2006م   | 30 سبتمبر 2010م | ولاية تيارت        |
| 16  | عبد القادر بوعزقي                 | 30 سبتمبر 2010م | 22 جويلية 2015م | ولاية عين الدفلى   |
| 17  | إبراهيم مراد (الجزائر) [الفرنسية] | 22 جويلية 2015م | 5 أكتوبر 2016م  | ولاية باتنة        |
| 18  | محمد بودربالي [الفرنسية]          | 5 أكتوبر 2016م  | 2017م (حاليا)   |                    |

## التقسيم الإداري

دوائر ولاية تيزي وزو

### الدوائر والبلديات
تنقسم ولاية تيزي وزو إلى 21 دائرة إدارية وهي:
الدائرة البلديات التابعة لها
- دائرة تيزي وزو تيزي وزو
- دائرة واسيف واسيف · أيت بومهدي · أيت تودرت
- دائرة عين الحمام عين الحمام · أيت يحي · أقبيل · أبي يوسف
- دائرة عزازقة عزازقة · فريحة · زكري · إعكوران · إيفيغاء
- دائرة بوغني بوغني · مشطراس · بونوح · أسي يوسف
- دائرة ذراع الميزان ذراع الميزان · فريقات · عين الزاوية · أيت يحي موسى
- دائرة واقنون واقنون · تيميزارت · جبل عيسى ميمون
- دائرة الأربعاء نايث إيراثن الأربعاء نايث إيراثن · أيت قواشة · إرجن
- دائرة أزفون أزفون · أقرو · أيت شفعة · أغريب
- دائرة ذراع بن خدة ذراع بن خدة · تادمايت · سيدي نعمان · ترمتين
- دائرة تقزيرت تقزيرت · إفليسن · مزرانة
- دائرة بوزغن بوزغن · إجر · إيلولة أمالو · بني زيكي
- دائرة بني دوالة بني دوالة · أيت محمود · بني عيسي · بني زمنزر
- دائرة واضية واضية · أقني قغران · تيزي نثلاثة · أيت بوعدو
- دائرة المعاتقة المعاتقة · سوق الإثنين
- دائرة مقلع مقلع · أيت خليلي · الصوامع
- دائرة بني يني بني يني · يطافن · إبودرارن
- دائرة تيزي راشد تيزي راشد · أيت أومالو
- دائرة إيفرحونن إيفرحونن · أمسوحال · إليلتن
- دائرة تيزي غنيف تيزي غنيف · مكيرة
- دائرة ماكودة ماكودة · بوجيمة

### الأحياء
- بوخالفة
- تالة علام
- تيميزار لغبار
- بوهينون
- وادي عيسي

## نواب ولاية تيزي وزو في المجلس الشعبي الوطني
يبلغ عدد النواب في المجلس الشعبي الوطني عن ولاية تيزي وزو 15 نائبا خلال الدورة التشريعية 2012م-2017م التي انطلقت بعد 10 ماي 2012م.
التوزع الجنسي لنواب البرلمان عن ولاية تيزي وزو (2012م-2017م)
يتوزع نواب البرلمان عن ولاية تيزي وزو في الدورة التشريعية 2012م-2017م وفق الجنس حسب النسب التالية:
1. النواب النساء: 5 (33.33 %).
2. النواب الرجال: 10 (66.67 %).

### التوزيع الحزبي
الانتماء الحزبي لنواب البرلمان عن ولاية تيزي وزو (2012م-2017م)
يتوزع نواب البرلمان عن ولاية تيزي وزو في الدورة التشريعية 2012م-2017م حسب عدة قوائم حزبية:
1. جبهة القوى الاشتراكية: 7 نواب (46.67 %).
2. جبهة التحرير الوطني: 4 نواب (26.67 %)
3. حزب العمال: 1 نائب (6.67 %)
4. التجمع الوطني الديمقراطي: 3 نواب (20.00 %).

### القائمة الاسمية للنواب خلال العهدة التشريعية 2012م-2017م
1. عبد الرحيم صادق (جبهة القوى الاشتراكية).[41]
2. أعمر أعريب (جبهة التحرير الوطني).[42]
3. أوريدة لعرفي كسال (التجمع الوطني الديمقراطي).[43]
4. ثميلة زعموم موساوي (جبهة القوى الاشتراكية).[41]
5. سعيد لخضاري (جبهة التحرير الوطني).[42]
6. شعبان بلقاسم (التجمع الوطني الديمقراطي).[43]
7. رشيد حالت (جبهة القوى الاشتراكية).[41]
8. محمد لفقي (جبهة التحرير الوطني).[42]
9. طيب مقدم (التجمع الوطني الديمقراطي).[43]
10. حمو ديدوش (جبهة القوى الاشتراكية).[41]
11. يمينة مفتالي عتاك (جبهة التحرير الوطني).[42]
12. كريم طابو (جبهة القوى الاشتراكية).[41]
13. نبيلة عجلوط عماروش (جبهة القوى الاشتراكية).[41]
14. نور الدين بركاين (جبهة القوى الاشتراكية).[41]
15. نادية بودارن يفصح (حزب العمال).[44]

## الرياضة

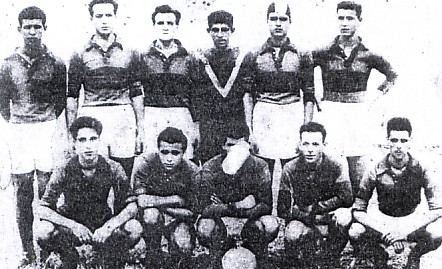
نادي JSK 1951

- نادي شبيبة القبائل (اللغة الأمازيغية: إلمزيان نودال ن لقبايل) هو نادي رياضي جزائري من مدينة تيزي وزو، تأسس في عام 1946، وكان له أكثر من اسم مثل النادي الكوكبي (1974 إلى 1977) ونادي جمعية إلكترونيك تيزي وزو (1977 إلى 1989) وأخيرا أخذ من جديد اسم شبيبة القبائل من سنة 1989 إلى اليوم وهو الاسم الأول للنادي، الملعب الخاص بالنادي هو ملعب 1 نوفمبر 1954 بتيزي وزو وكثيرا ما أستقبل الفريق خصومه في المنافسات الأفريقية بملعب 5 جويلية بالعاصمة الجزائر، لكون ملعب أول نوفمبر لا يتسع للاعداد الغفيرة من المناصرين، والشبيبة القبائلية تعد من أفضل الأندية الأفريقية ويعتبر نادي شبيبة القبائل أفضل نادي جزائري في القرن العشرين ورابع أفضل نادي إفريقي حسب ترتيب الفيفا، ويملك أحسن هداف الدوري الجزائري لكل الاوقات ناصر بويش 36 هدف، وهو النادي الجزائري الذي لم ينزل للدرجة الثانية منذ صعوده إليها مما يعتبر أنجازا فريدا.

### الملاعب

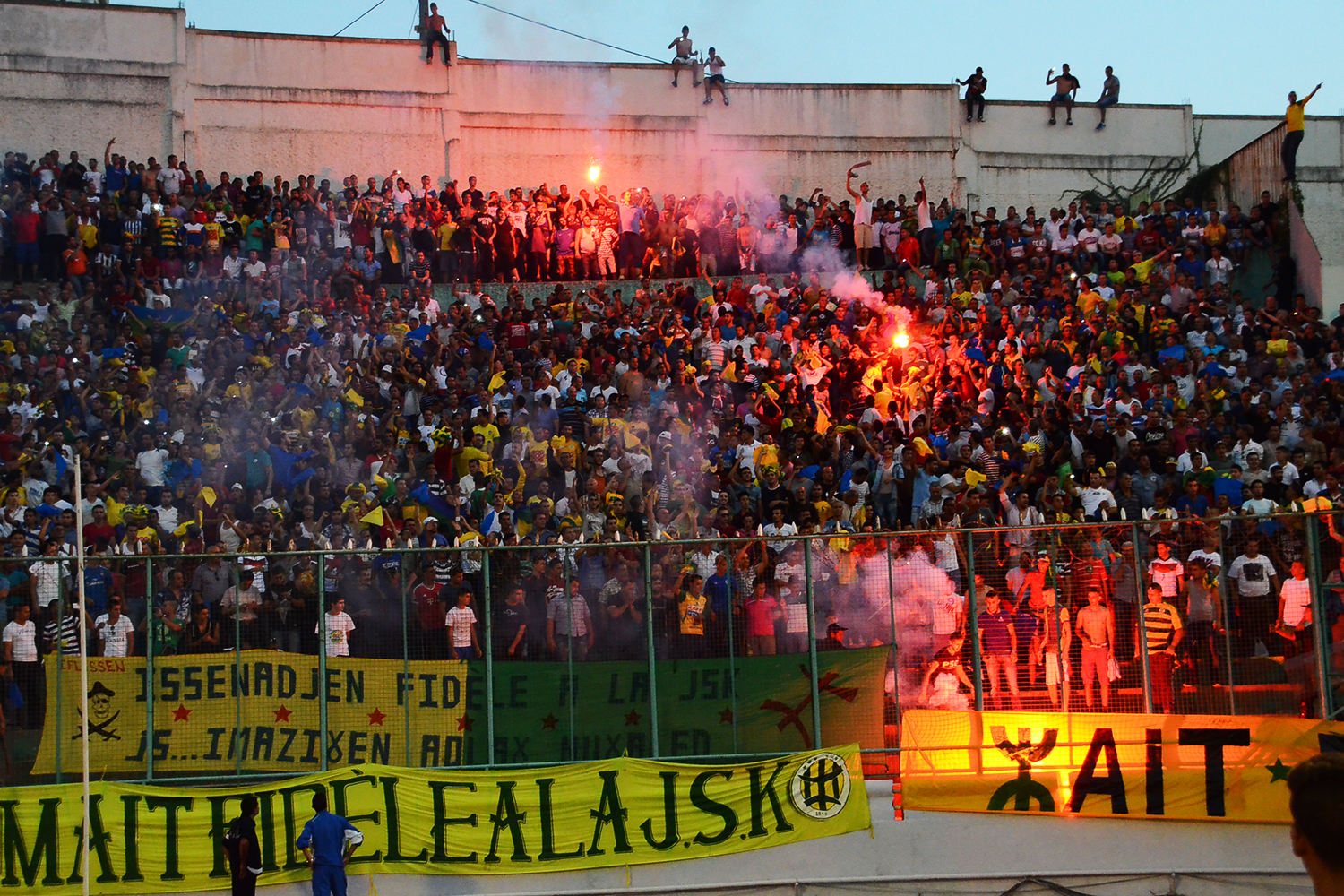
ملعب 1 نوفمبر 1954م
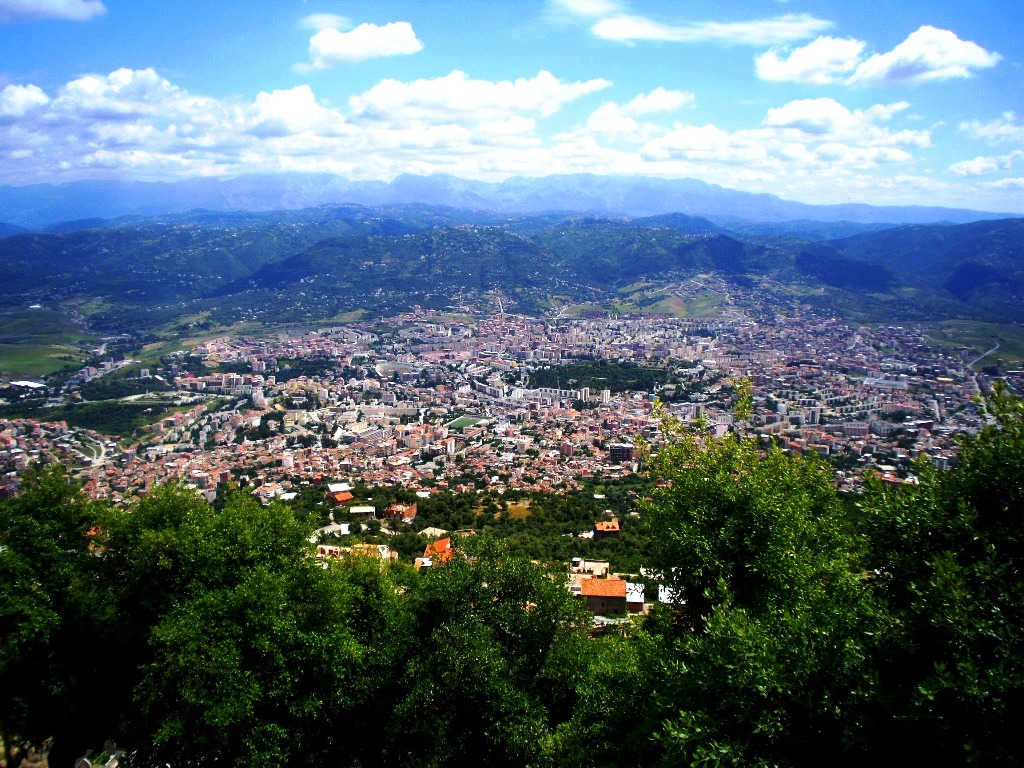
ملعب رمضان أوكيل
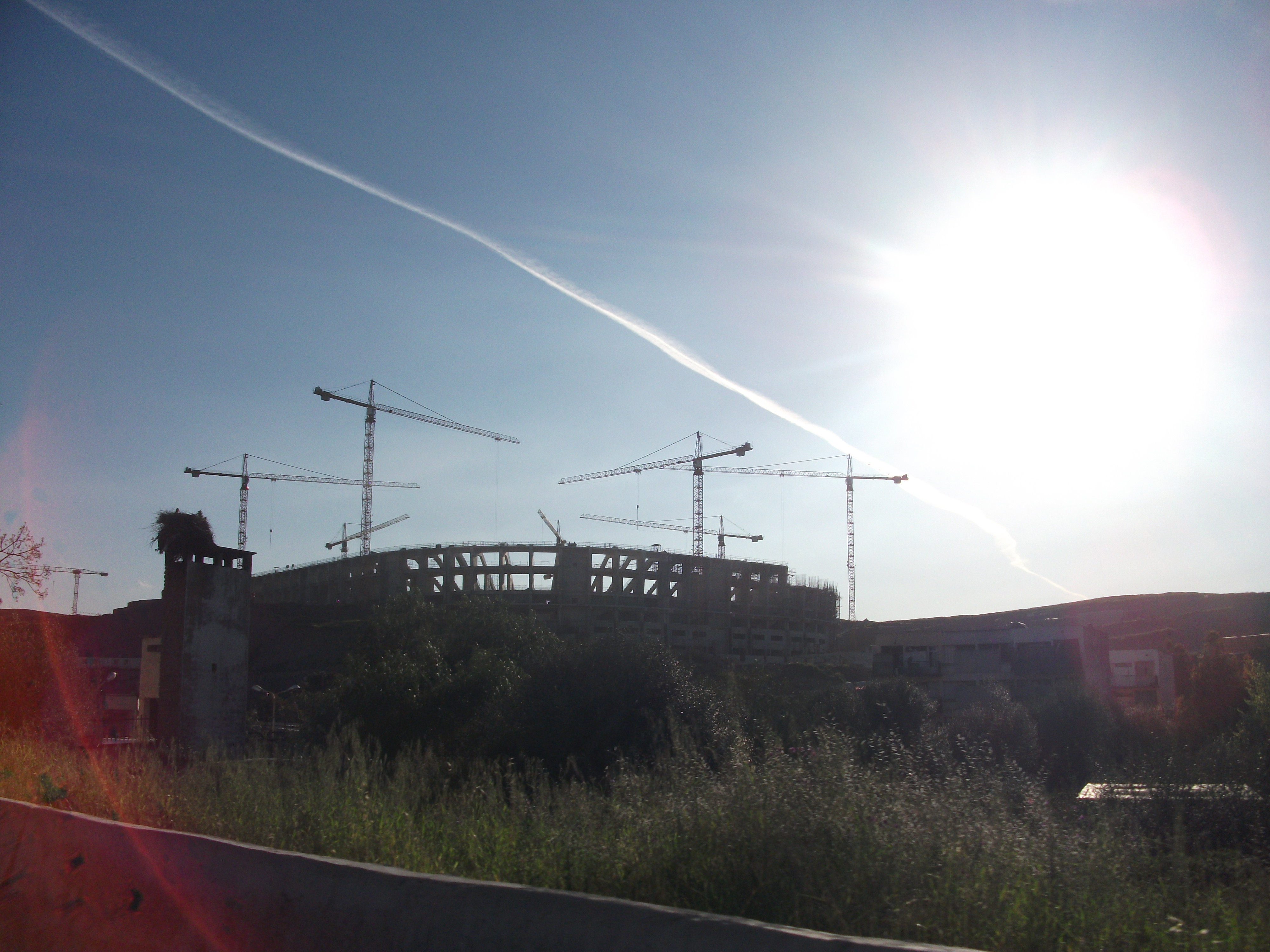
ملعب عبد القادر خالف
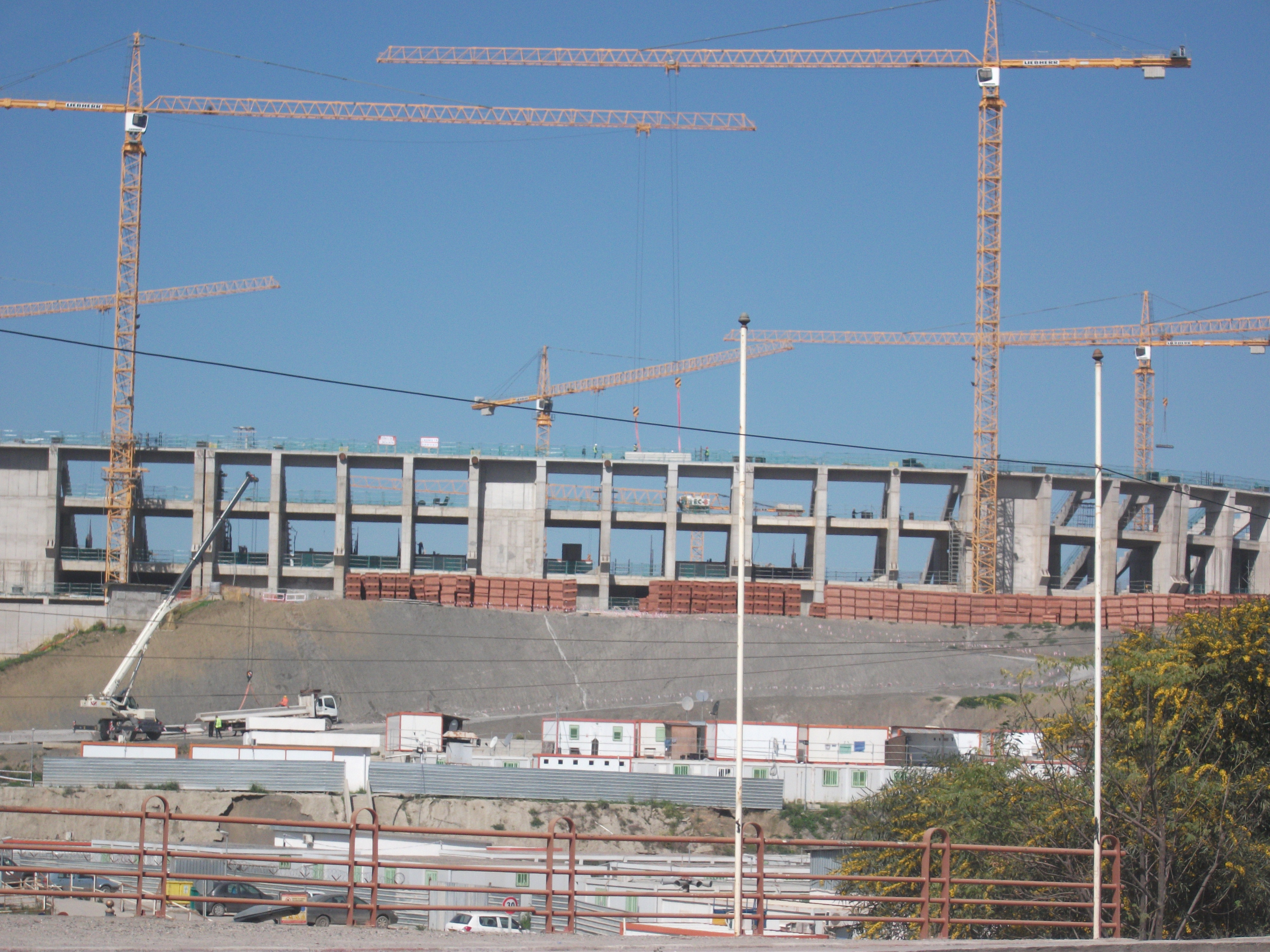
ملعب عبد القادر خالف
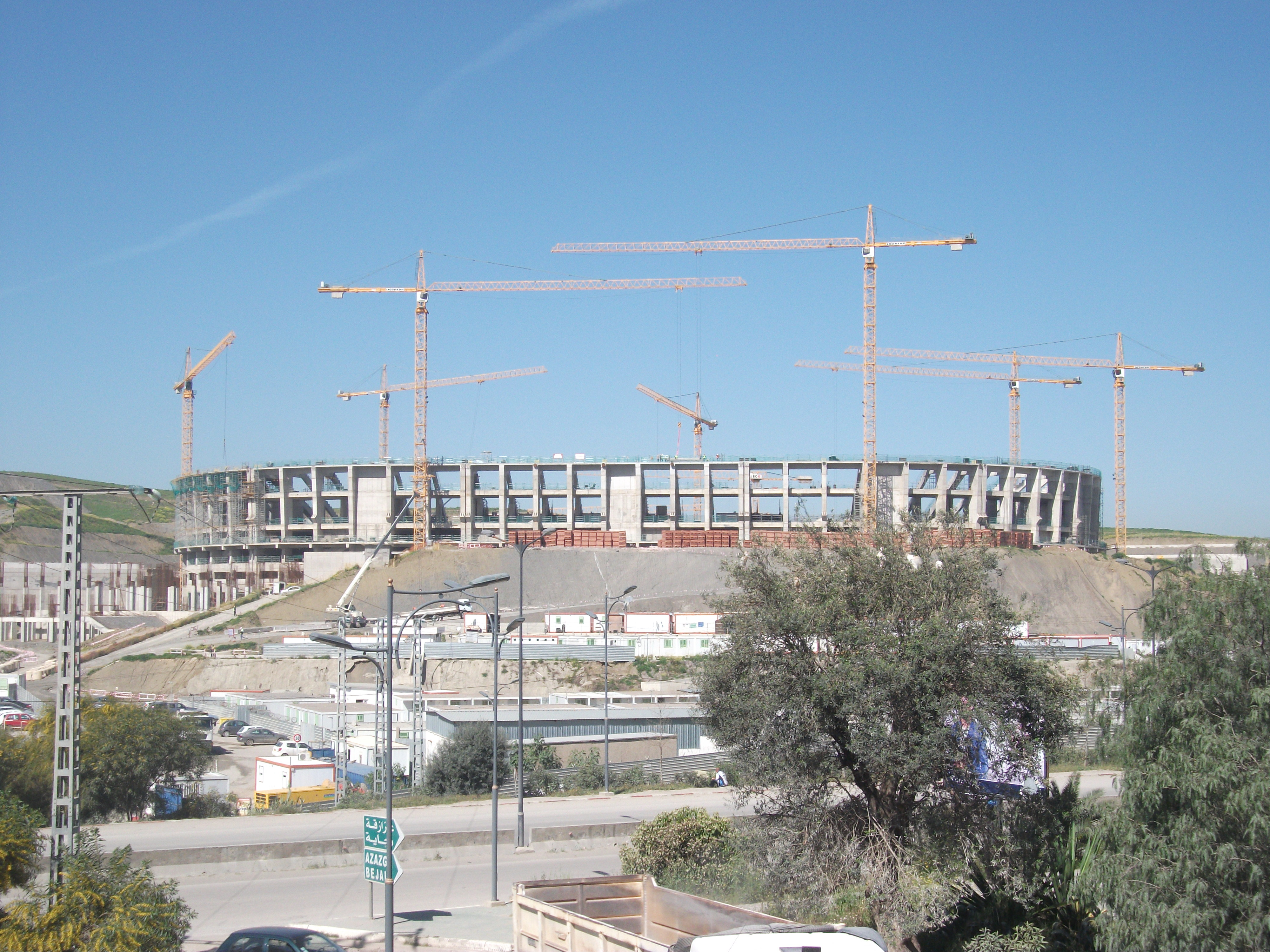
ملعب عبد القادر خالف

### النوادي
يضم إقليم ولاية تيزي وزو العديد من نوادي كرة القدم ضمن منطقة القبائل، منها:
1. شبيبة القبائل
2. اتحاد بني دوالة
3. شباب بوخالفة
4. نجم أزفون
5. اتحاد سيدي بالوة
6. شبيبة عزازقة
7. شباب تادمايت

## صحة

### قطاع عام
يتم نشر قطاع الصحة العامة، كجزء من عملية توزيع الرعاية، من خلال الشبكة المكونة من:
- 1 مستشفى جامعي
- 8 قطاعات الصحة
- 1 EHS متخصص في الطب النفسي
- مدرستان للتكوين الطبي، واحدة بتيزي وزو والأخرى بعين الحمام.

## أتفاقيات التوأمة والصداقة
- فرنسا - لاروش سور يون
- تونس - بنزرت

## أعلام الولاية
- سيدي أمحمد بوقبرين
- سيدي أعمر الشريف الإيراثني
- سيدي الصديق بن أعراب الإيراثني
- أحمد بن إدريس الإيلولي
- لالا فاطمة نسومر
- حسين أيت أحمد
- العقيد عميروش أيت حمودة
- العقيد أوعمران
- العقيد أكلي محند أولحاج
- كريم بلقاسم
- علي زعموم
- عبان رمضان
- محمد السعيد شكيني
- أرزقي لوني
- جميلة
- محمد زعموم
- الشيخ الحسناوي
- شريف خدام
- نوارة
- محمد بن زعموم
- يوغرطة حمرون
- محند إيدير آيت عمران
- آيت مسلاين
- رشيد عميرو
- مليكة عرابي
- والي عازم
- سليمان عازم
- محسن بلعباس
- علي بدريسي
- مولود لوناوسي
- أعمر بن رمضاني
- علجية
- مولود شريفي
- محمد بلحسين
- بوسعد بن قاسي
- محند أعراب بسعود
- محمد العيشاوي
- رابح إيدير
- مصطفى بوشاشي
- أنيسة
- بلقاسم إيراثني
- سي أعمر أوسعيد بوليفة
- الطاهر جعوط
- جورا
- أرزقي البشير
- الحسناوي أمشطوح
- فريد فراقي
- ليديا قيروس
- رشيد حالت
- محند سعيد لشاني
- أبو بكر مخوخ
- فرحات مهني
- حنيفة
- محند أكلي بن شعبان
- عبد الحميد إيراثني
- محند سعيد أوبلعيد
- أحمد وامري
- رحيم
- الوناس صابي
- قاسي صدقاوي
- كريم طابو
- محمد طلاح
- حكيم تيداف
- سالم زنية
- رابح إيراثني
- أحمد زميرلي
- محمد زميرلي

## معرض الصور

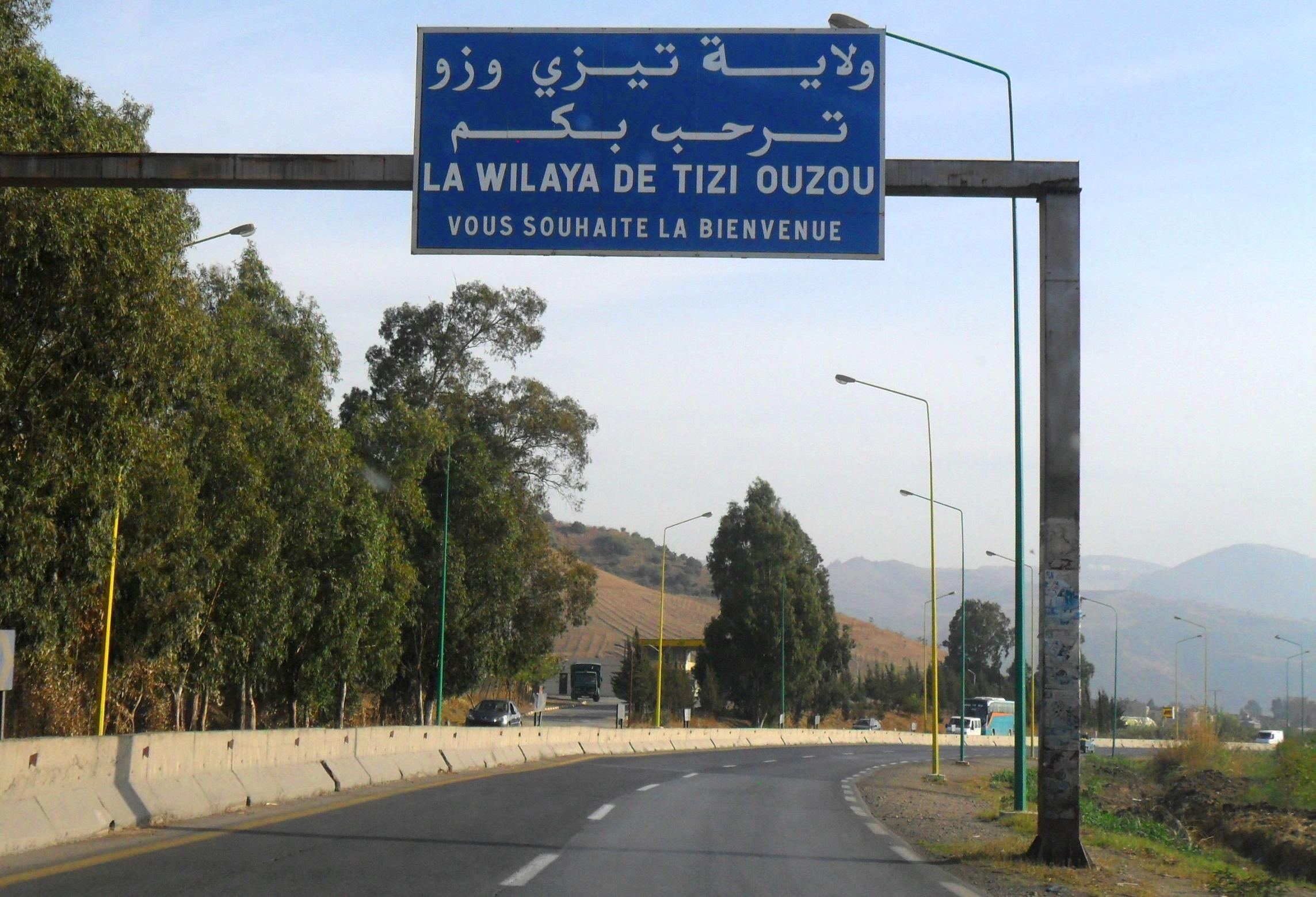
مدخل المدينة
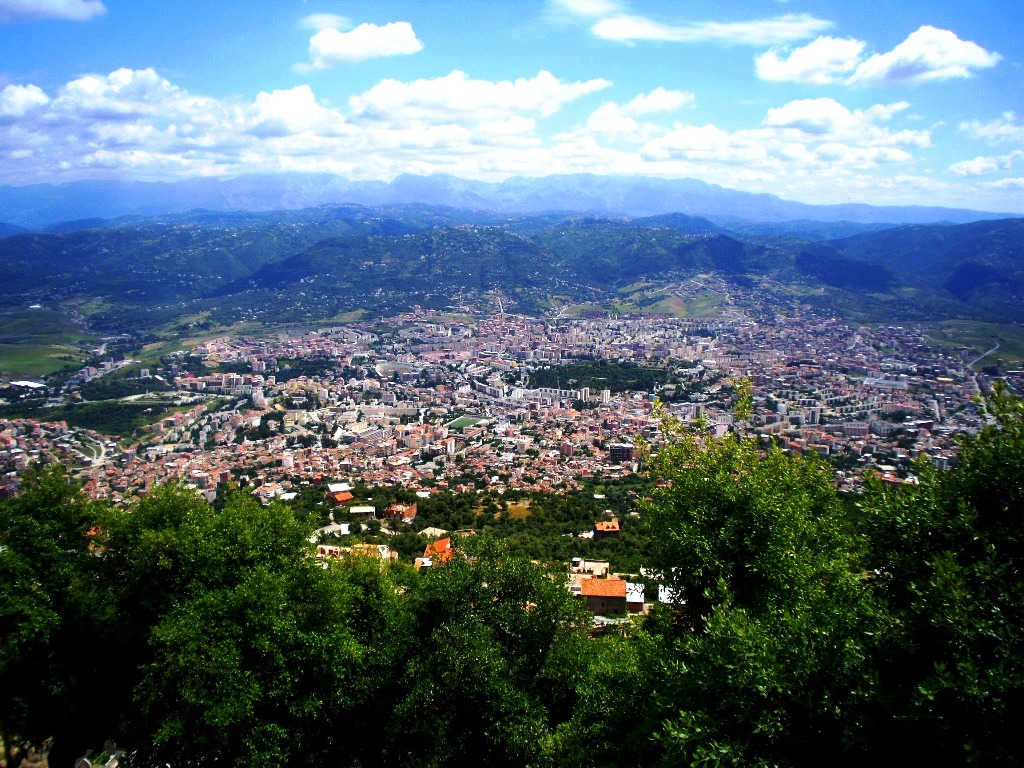
منظر للمدينة
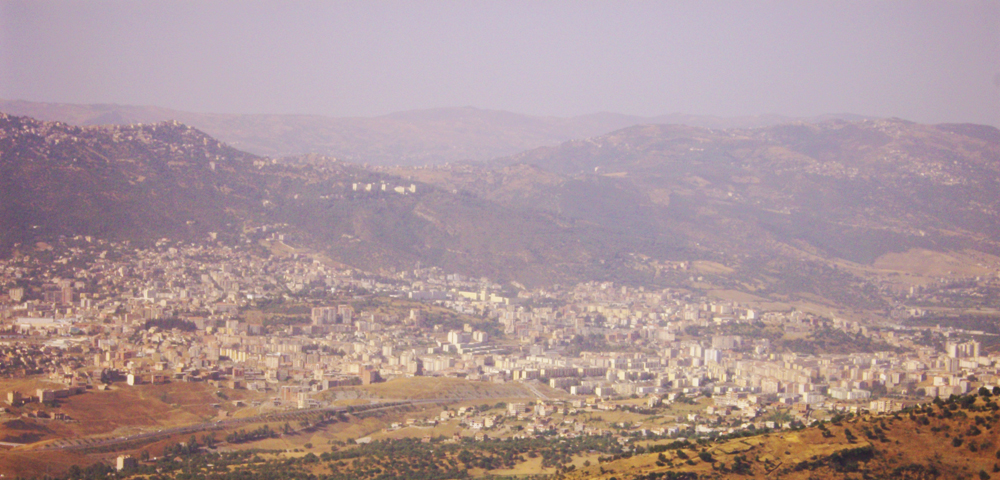
منظر للمدينة
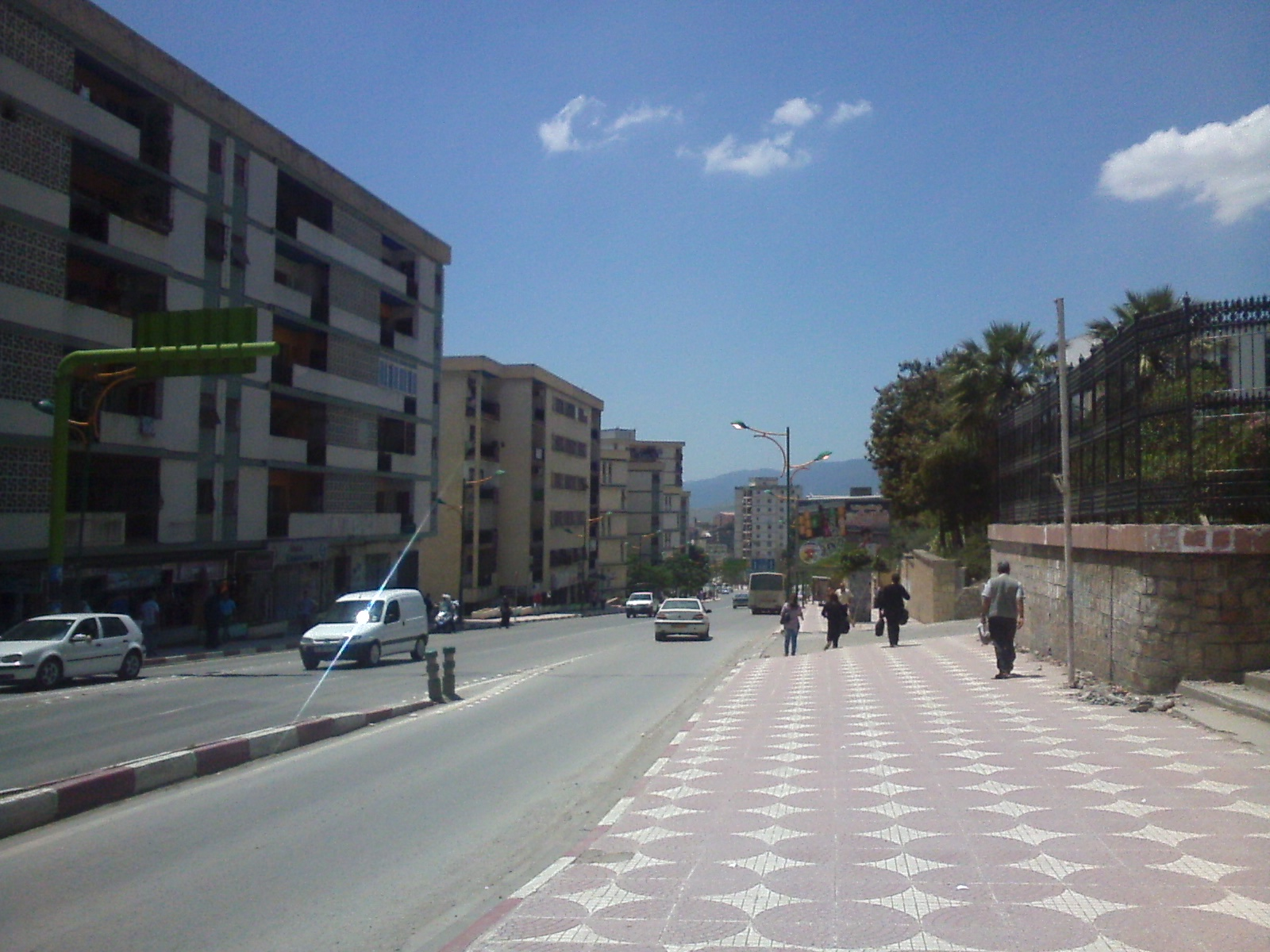
شوارع المدينة
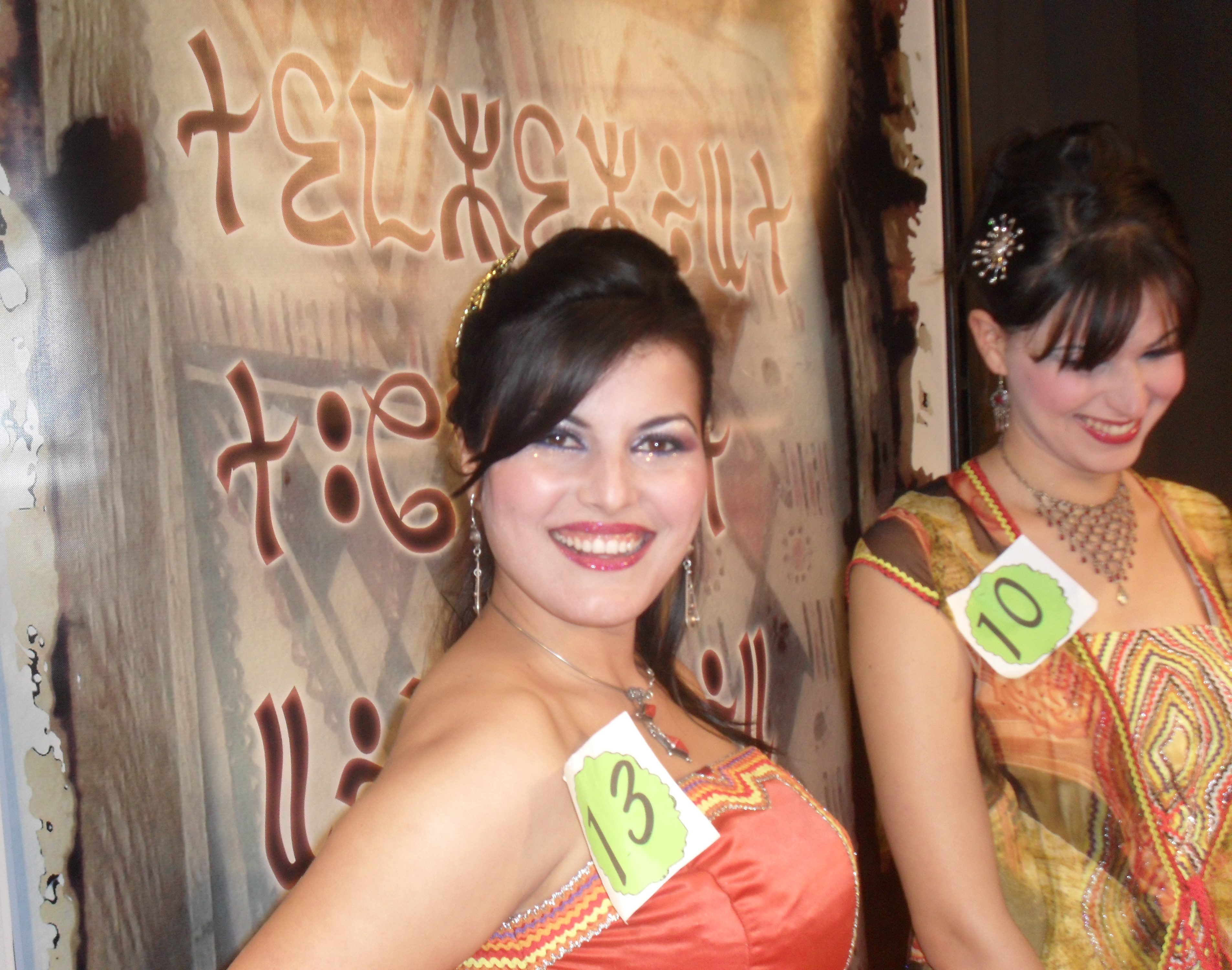
ملكة جمال لسنة 2011
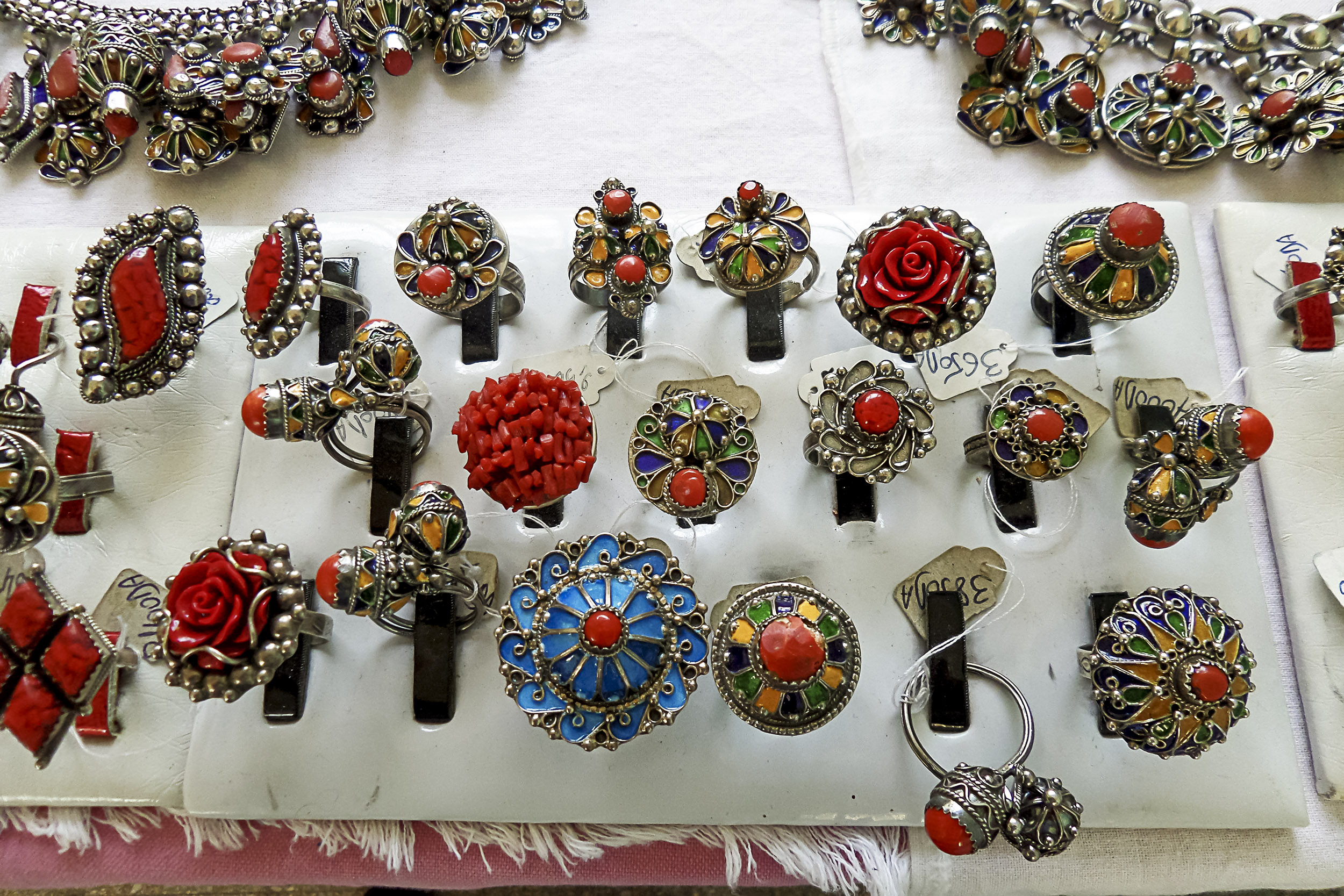
حلي امازيغية
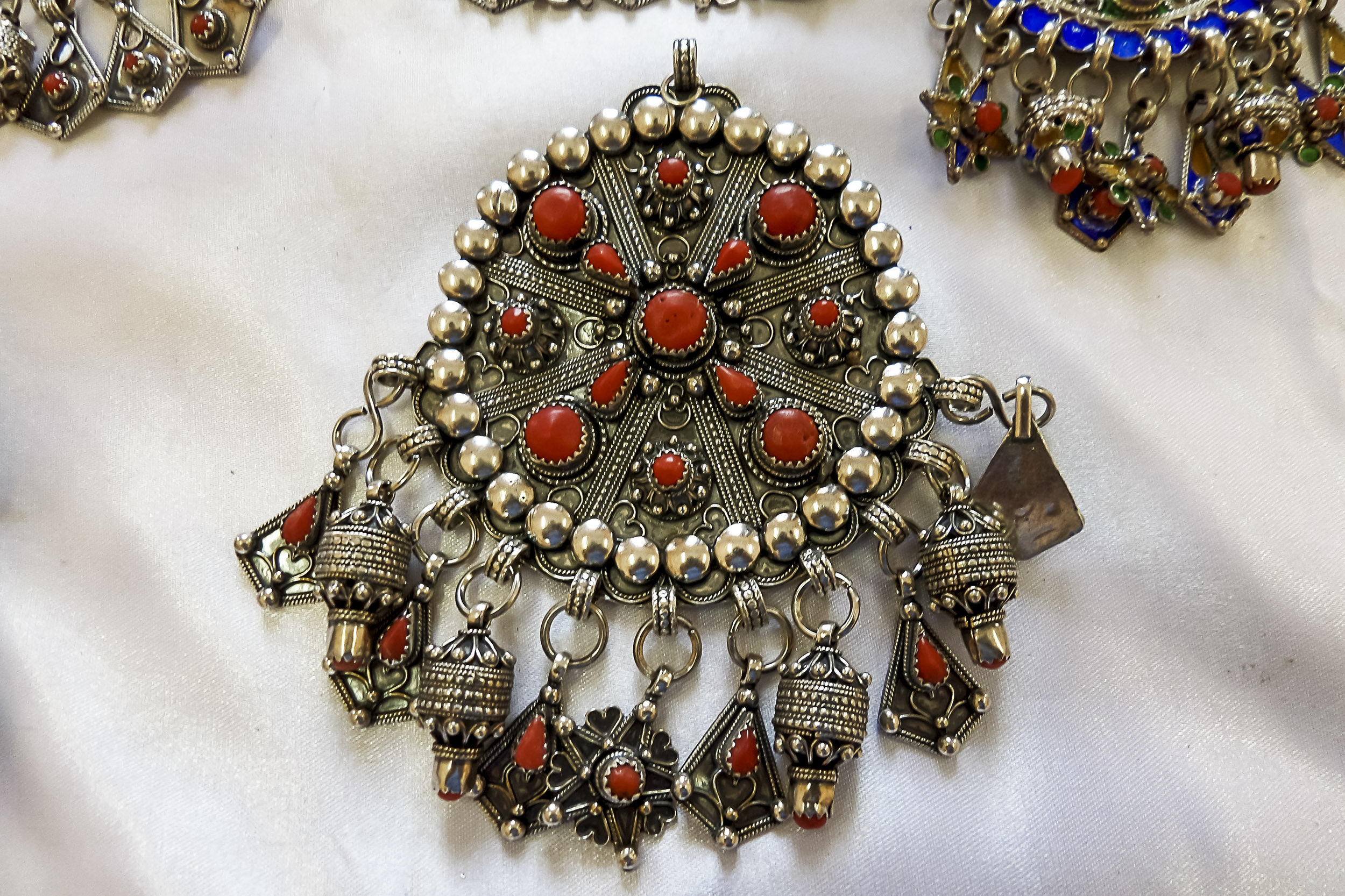
حلي امازيغية

### مواضيع ذات صلة
- ولايات الجزائر
- منطقة القبائل
- زواوة
- عروش زواوة
- تاريخ الجزائر

## وصلات خارجية
- الموقع الرسمي لولاية تيزي وزو
- مديرية السياحة لولاية تيزي وزو
- مديرية الثقافة لولاية تيزي وزو
- إذاعة تيزي وزو الجهوية
- مديرية التربية لولاية تيزي وزو
- الخدمات الأجتماعية لعمال التربية
- مديرية التجارة لولاية تيزي وزو
- مجلس قضاء ولاية تيزي وزو
- رابطة ولاية تيزي وزو لكرة القدم
- خريطة شبكة الطرقات لولاية تيزي وزو